# Lijst van diersoorten in Artis in 2008
Dit is een overzicht van de dierencollectie en indeling van dierentuin Artis in september 2008 met een (niet-officiële) nummering van de verblijven.

## Inleiding

### Nummering

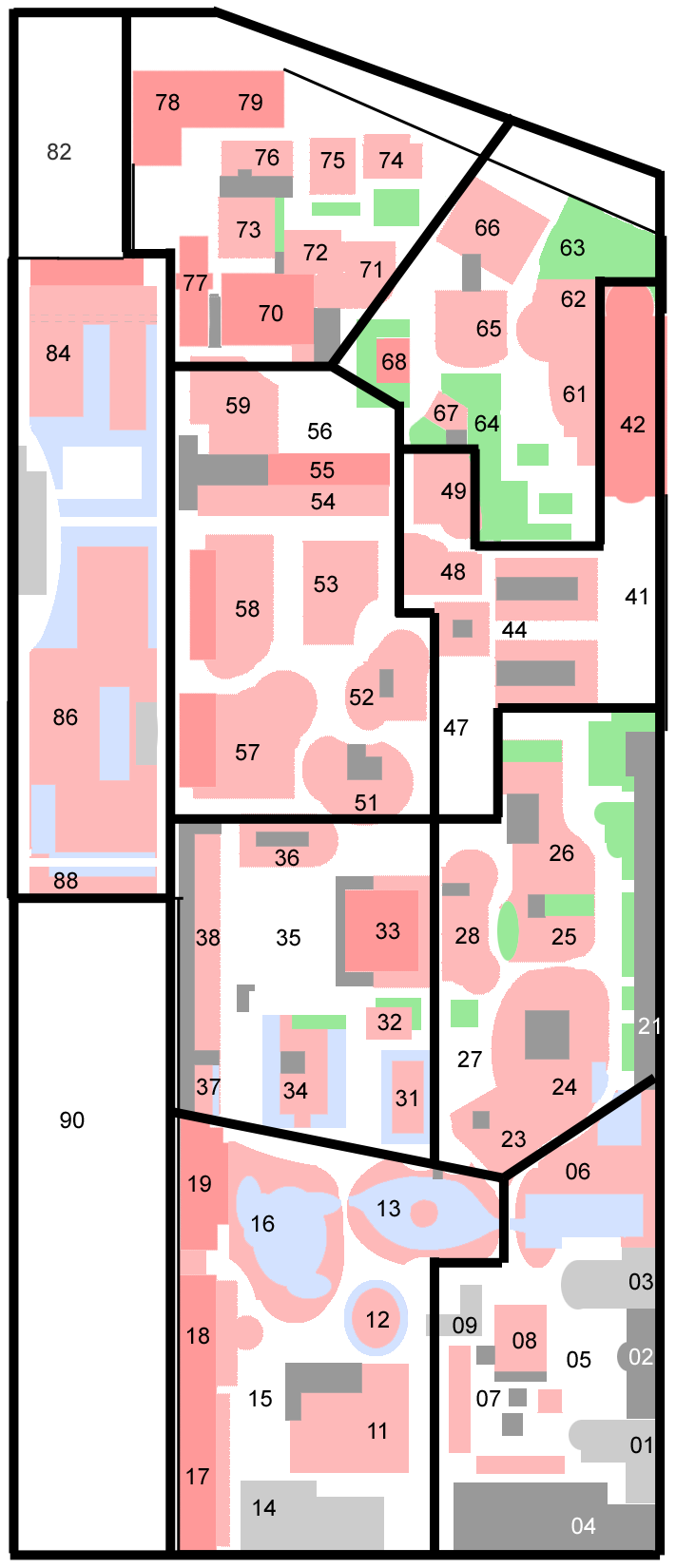
Kaart van Artis met de dierenverblijven genummerd

De nummering poogt zo veel mogelijk rekening te houden met de mogelijkheid van toekomstige veranderingen. Om die reden zijn bijvoorbeeld ook grasvelden genummerd. Verder zijn niet alle nummers (van 01 t/m 99) gebruikt (zoals de ronde tientallen) om speelruimte te houden voor een uitbreiding van het aantal verblijven.
De nummering volgt ongeveer de blokken van het oorspronkelijke raster van de Plantagebuurt, met tien nummers per blok. Daarbij volgt de nummering ongeveer de historische ontwikkeling, met de laagste nummers voor de oudste delen, werkend van west naar oost, en de 80- en 90-tallen voor de noordelijke rand, terugwerkend van oost naar west, waardoor de hoge 90-tallen aansluiten op het begin van de nummering. Artis is niet van plan verder uit te breiden, dus zou de hele nummering onder de 100 moeten kunnen blijven.
Binnen die 'hoofdblokken' is tot en met de 70-tallen zo veel mogelijk geprobeerd volgens een raster van 3x3 te nummeren, beginnend in de zuidwesthoek van dat blok. De nummers x7 bevinden zich daardoor bijvoorbeeld telkens in de noordwesthoek van een blok.
Bij alle binnenverblijven plus de vogelkooien is er sprake van meer verblijven per nummer. In die gevallen volgt op het nummer een letter (beginnend met 'a' voor de noordkant) en weer een nummer. Daarnaast bevinden zich soms meer diersoorten in een enkel verblijf.
In sommige gevallen is van bovenstaande logica afgeweken, onder andere omdat de verblijven niet altijd zo netjes in (hoofd)blokken gerangschikt zijn, of om momenteel bij elkaar horende delen opeenvolgend te nummeren, zoals de binnen- en buitenverblijven van de wolven (48 en 49), de chimpansees (67 en 68) en de gorilla's (70 en 71).
Voor de 80- en 90-tallen is maar de helft van de nummers beschikbaar voor hetzelfde oppervlak, maar voor de Savanne zijn niet zoveel nummers nodig (momenteel maar drie) en de aanstaande roofdierverblijven (op het huidige parkeergarageterrein) zullen waarschijnlijk ook ruimer zijn.

### Correctheid
Aangezien er regelmatig veranderingen plaatsvinden (dieren verdwijnen of worden verplaatst naar een ander verblijf of worden toegevoegd) is dit overzicht een tijdopname (van september 2008).
Anno 2022 zijn enkele verblijven verbouwd, maar is de hoofdindeling nog grotendeels hetzelfde. De grootste verandering is dat het zuidwest-blok, nummers 01 t/m 06, niet meer onderdeel van de dierentuin is. De speeltuin (05) is het Artisplein geworden en vrijelijk toegankelijk, met twee toegangen waar voorheen het Geologisch Museum (01) en het restaurant (03) waren. Het Groote Museum (02) is in 2022 openbaar geworden, evenals De Plantage (04), waar sinds 2014 Micropia is gevestigd. Beide musea staan los van Artis (met aparte toegang), maar hebben wel vergelijkbare thema's; het Groote Museum gaat over het menselijk lichaam en Micropia over microscopisch leven.
Verder is dit overzicht in eerste instantie gebaseerd op de bordjes bij de verblijven. Die worden echter niet altijd (direct) aangepast aan de veranderende omstandigheden of tijdelijke verhuizingen. Bovendien kunnen sommige dieren zich redelijk vrij bewegen, zoals bijvoorbeeld de kwakken, die officieel bij 't Veentje (verblijf 16) zitten, maar ook vaak naar de open westkant van de Uilenruïne (verblijf 36) vliegen. En de beverrat was in 2008 tijdelijk verhuisd van verblijf 16 naar verblijf 36, waar hij bijgevolg in dit overzicht staat ingedeeld. Sommige aanpassingen hebben echter al plaatsgevonden, zoals het toevoegen van de gewone blauwtongskink (waar geen bordje voor staat) en de aalscholver (die overigens mogelijk uit zichzelf naar Artis is gekomen).
Sommige dieren zijn in verschillende kooien te vinden, vooral de waaierduif. Daarnaast zijn er dieren die volledig vrij lopen, niet aan een verblijf gebonden, zoals enkele pauwen. En er zijn dieren die helemaal niet in Artis thuishoren, maar het als een aangename stek ontdekt hebben. Daaronder veel reigers (die een probleem vormen omdat ze mee-eten met de Artisdieren). Zo nu en dan komt ook een vlucht parkieten overvliegen, die in Amsterdamse parken vrij leven en niet tot de collectie van Artis behoren.
Een vraagteken achter een naam betekent dat deze op een bordje stond, maar dat er reden is om te twijfelen aan de juistheid ervan.

## Verblijven en indeling van Artis
Naast de tabellen staan plattegronden. Die zijn schematisch en dus niet geheel geografisch correct.

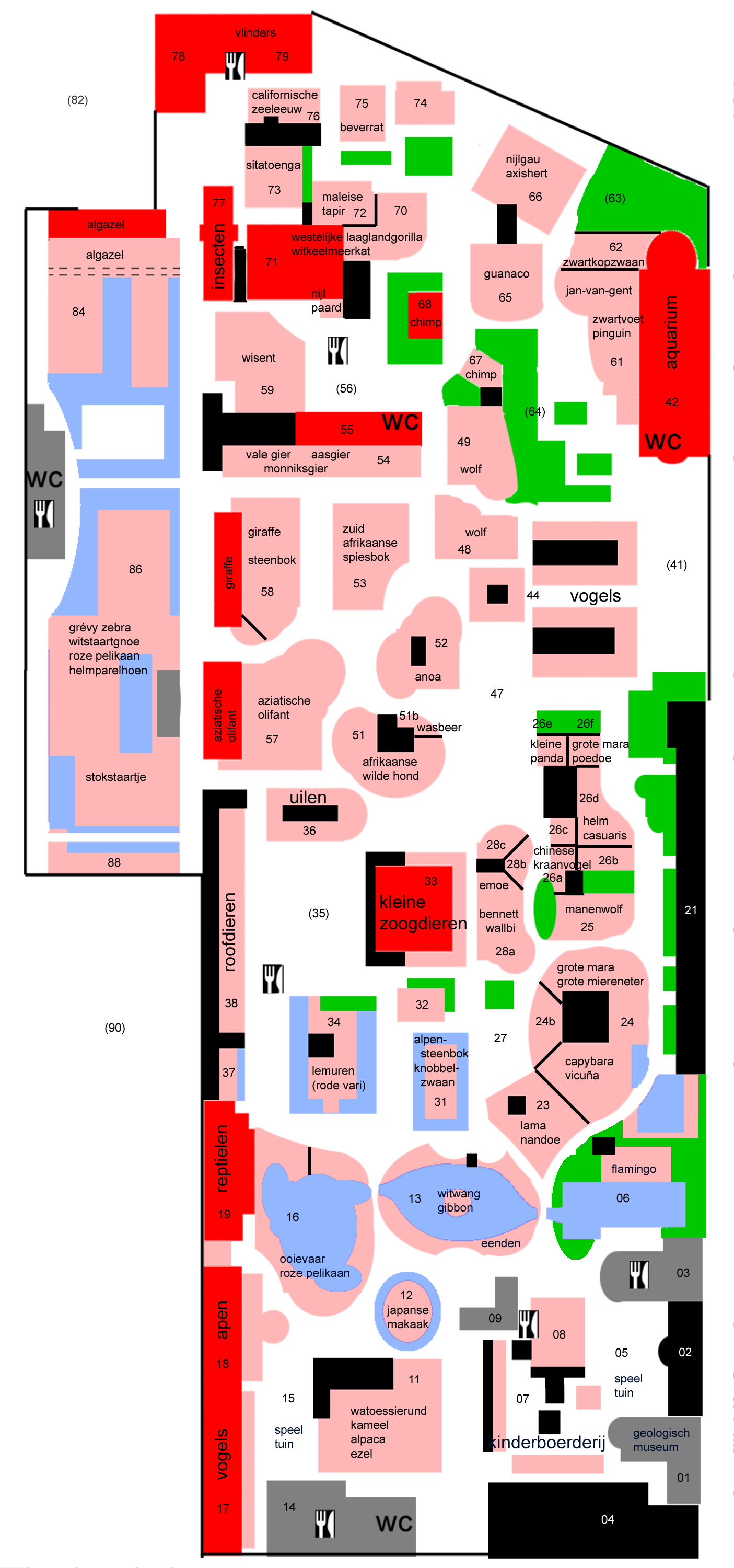
Plattegrond van Artis

| Nummer     | Naam / beschrijving (huidig), eventueel bouwjaar en voormalig gebruik                  | Binnen              | Buiten              |
| ---------- | -------------------------------------------------------------------------------------- | ------------------- | ------------------- |
| 01         | Geologisch museum (1992)                                                               |                     | x                   |
| 02         | 'Groote Museum' (1855)                                                                 | niet voor bezoekers | niet voor bezoekers |
| 03         | Restaurant                                                                             |                     |                     |
| 04         | 'De Plantage' (opnamestudio)                                                           | niet voor bezoekers | niet voor bezoekers |
| 05         | speeltuin                                                                              |                     |                     |
| 06         | Zuid-Amerikaanse Pampa 'overloop'                                                      |                     | x                   |
| 07         | Kinderboerderij                                                                        |                     | x                   |
| 08         | Nederlandse weidevogels                                                                |                     | x                   |
| 09         | Leslokaal en broedmachinehuis                                                          | niet voor bezoekers | niet voor bezoekers |
| 11         | 'grote huisdieren' (1940)                                                              |                     | x                   |
| 12         | Apenrots (1940) (voorheen resusapen)                                                   |                     | x                   |
| 13         | Middenvijver (voormalige Nwe Prinsengracht)                                            |                     | x                   |
| 14         | Planetarium (1988, gerenoveerd 2007)                                                   |                     |                     |
| 15         | speeltuin                                                                              |                     |                     |
| 16         | 't Veentje (1866) (voormalige Nwe Prinsengracht)                                       |                     | x                   |
| 17         | Vogelhuis                                                                              | x                   | x                   |
| 18         | Apenhuis                                                                               | x                   | x                   |
| 19         | Reptielenhuis                                                                          | x                   |                     |
| 19e        | Bij noordingang reptielenhuis                                                          |                     | x                   |
| 21         | (o.a.?) Artis-bibliotheek                                                              | niet voor bezoekers | niet voor bezoekers |
| 23 t/m 25  | Zuid-Amerikaanse Pampa (2004) (zie ook 06)                                             |                     | x                   |
| 26         |                                                                                        |                     | x                   |
| 27         | grasveld                                                                               |                     |                     |
| 28         | Australië                                                                              |                     | x                   |
| 31         | Bokkenrots (1941)                                                                      |                     | x                   |
| 32         |                                                                                        |                     | x                   |
| 33         | Kleine-Zoogdieren Huis (1977)                                                          | x                   |                     |
| 34         | Lemuren-eiland ('Vogelweide'?)                                                         |                     | x                   |
| 35         | Hollandse tuin (grasveld)                                                              |                     |                     |
| 36         | Uilenruïne                                                                             |                     | x                   |
| 37         | Kerbert-terras (1927)                                                                  |                     | x                   |
| 38         | Roofdieren (1859, verbouwd jaren 90)                                                   |                     | x                   |
| 41         | Dinosaurussenveld (beelden)                                                            |                     |                     |
| 42         | Aquarium (1882, verbouwd 1997)                                                         | x                   |                     |
| 44         | Vogelkooien                                                                            |                     | x                   |
| 47         | Roofvogeldemonstratieveld                                                              |                     | x                   |
| 48+49      | 2 ondergronds verbonden delen (1999)                                                   |                     | x                   |
| 51         | Voorheen Eik en Linde                                                                  |                     | x                   |
| 52         | Minangkabauhuis (1916)                                                                 |                     | x                   |
| 53         |                                                                                        |                     | x                   |
| 54         | Gieren                                                                                 |                     | x                   |
| 55         | Jungle by night (1995) (gebouw 'de Volharding', een voormalig pakhuis uit de 19e eeuw) | x                   |                     |
| 56         | speeltuin, terras                                                                      |                     |                     |
| 57         |                                                                                        | x                   | x                   |
| 58         |                                                                                        | x                   | x                   |
| 59         |                                                                                        |                     | x                   |
| 61         |                                                                                        |                     | x                   |
| 62         |                                                                                        |                     | x                   |
| 63         | bosje achter aquarium                                                                  |                     |                     |
| 64         | japanse rotstuin                                                                       |                     |                     |
| 65         |                                                                                        |                     | x                   |
| 66         |                                                                                        |                     | x                   |
| 67+68      | 2 via brug verbonden delen                                                             | x                   | x                   |
| 70         | Gorillahuis binnenverblijf (niet direct via buitenverblijf te bereiken)                | x                   |                     |
| 71         | Gorillahuis buitenverblijf                                                             |                     | x                   |
| 72         |                                                                                        |                     | x                   |
| 73         |                                                                                        |                     | x                   |
| 74         | Voorheen IJsbeer                                                                       |                     | x                   |
| 75         |                                                                                        |                     | x                   |
| 76         | Met verdieping; boven en onder water                                                   | x                   | x                   |
| 77         | Insectarium (2005)                                                                     | x                   |                     |
| 78         | Metzelaarkas (Borneo-flora)                                                            | x                   |                     |
| 79         | Vlinderpaviljoen (2006)                                                                | x                   |                     |
| 82         | Facilitair Centrum                                                                     | niet voor bezoekers | niet voor bezoekers |
| 84, 86, 87 | Afrika Savanne (1999)                                                                  |                     | x                   |
| 90         | Parkeerplaats, wordt uitbreiding roofdierenverblijven                                  |                     |                     |

## Diersoorten
| Nummer                      | Naam                                                                                   | Dieren | Wetenschappelijke naam                                                         | Detailplattegrond                                                                            |
| --------------------------- | -------------------------------------------------------------------------------------- | --- | ------------------------------------------------------------------------------ | -------------------------------------------------------------------------------------------- |
| 00                          | Artis                                                                                  | |                                                                                |                                                                                              |
| 01                          | (Geologisch museum) (1992)                                                             | |                                                                                |                                                                                              |
| 02                          | ("Groote Museum" (1855))                                                               | |                                                                                |                                                                                              |
| 03                          | (Restaurant)                                                                           | |                                                                                |                                                                                              |
| 04                          | (gebouw)                                                                               | |                                                                                |                                                                                              |
| 05                          | (speeltuin)                                                                            | |                                                                                |                                                                                              |
| 06                          | Zuid-Amerikaanse Pampa 'overloop'                                                      | Chileense flamingo                                                                                           |                                                                                |                                                                                              |
| 07                          | Kinderboerderij                                                                        | Shetlandpony                                                                                                 |                                                                                |                                                                                              |
| 07                          | Kinderboerderij                                                                        | Kraaikop (Kip)                                                                                               |                                                                                |                                                                                              |
| 07                          | Kinderboerderij                                                                        | Nederlandse witte geit                                                                                       |                                                                                |                                                                                              |
| 07                          | Kinderboerderij                                                                        | Lakenvelder Koe (kalf)                                                                                       |                                                                                |                                                                                              |
| 07                          | Kinderboerderij                                                                        | Zwartbles (schaap)                                                                                           |                                                                                |                                                                                              |
| 07                          | Kinderboerderij                                                                        | Bonte Geit                                                                                                   |                                                                                |                                                                                              |
| 07                          | Kinderboerderij                                                                        | Brahma (kip)                                                                                                 |                                                                                |                                                                                              |
| 07                          | Kinderboerderij                                                                        | Hollandse Kropper (Duif)                                                                                     |                                                                                |                                                                                              |
| 07                          | Kinderboerderij                                                                        | Lotharinger Konijn (lijst)                                                                                   |                                                                                |                                                                                              |
| 07                          | Kinderboerderij                                                                        | Hollands Kwakertje (Eend)                                                                                    |                                                                                |                                                                                              |
| 07                          | Kinderboerderij                                                                        | Emdener Gans                                                                                                 |                                                                                |                                                                                              |
| 07                          | Kinderboerderij                                                                        | Gekuifde Eend                                                                                                |                                                                                |                                                                                              |
| 07                          | Kinderboerderij                                                                        | Postduif |                                                                                |                                                                                              |
| 07                          | Kinderboerderij                                                                        | Kalkoen |                                                                                |                                                                                              |
| 07                          | Kinderboerderij                                                                        | (diverse konijnen en parkieten)                                                                              |                                                                                |                                                                                              |
| 07                          | Kinderboerderij                                                                        | Göttinger minivarken                                                                                         |                                                                                |                                                                                              |
| 07                          | Kinderboerderij                                                                        | Nubische geit                                                                                                |                                                                                |                                                                                              |
| 07                          | Kinderboerderij                                                                        | Japans zijdehoen                                                                                             |                                                                                |                                                                                              |
| 07                          | Kinderboerderij                                                                        | Noord-Hollands hoen                                                                                          |                                                                                |                                                                                              |
| 08                          | Nederlandse weidevogels                                                                | Tureluur | Tringa totanus                                                                 |                                                                                              |
| 08                          | Nederlandse weidevogels                                                                | Kluut | Recurvirostra avosetta                                                         |                                                                                              |
| 08                          | Nederlandse weidevogels                                                                | Grutto | Limosa limosa                                                                  |                                                                                              |
| 08                          | Nederlandse weidevogels                                                                | Wulp | Numenius arquata                                                               |                                                                                              |
| 08                          | Nederlandse weidevogels                                                                | Kievit | Vanellus vanellus                                                              |                                                                                              |
| 08                          | Nederlandse weidevogels                                                                | Wintertaling                                                                                                 | Anas crecca                                                                    |                                                                                              |
| 08                          | Nederlandse weidevogels                                                                | Zomertaling                                                                                                  | Anas querquedula                                                               |                                                                                              |
| 08                          | Nederlandse weidevogels                                                                | Slobeend | Anas clypeata                                                                  |                                                                                              |
| 08                          | Nederlandse weidevogels                                                                | Lepelaar | Platalea leucorodia                                                            |                                                                                              |
| 09                          | (Leslokaal en broedmachinehuis)                                                        | |                                                                                |                                                                                              |
| 11                          | "grote huisdieren" (1940)                                                              | Huiskameel (kameel)                                                                                          | Camelus ferus bacterianus                                                      |                                                                                              |
| 11                          | "grote huisdieren" (1940)                                                              | Dwergezel | Equus asinus asinus                                                            |                                                                                              |
| 11                          | "grote huisdieren" (1940)                                                              | Alpaca | Vicugna Pacos                                                                  |                                                                                              |
| 11                          | "grote huisdieren" (1940)                                                              | Watusirund                                                                                                   | Bos taurus                                                                     |                                                                                              |
| 12                          | Apenrots (1940) (voorheen resusapen)                                                   | Japanse makaak                                                                                               | Macaca fuscata                                                                 |                                                                                              |
| 13                          | Middenvijver (voormalige Nieuwe Prinsengracht)                                         | Witwanggibbon                                                                                                | Nomascus concolor of Hylobates concolor leucogenys?                            |                                                                                              |
| 13                          | Middenvijver (voormalige Nieuwe Prinsengracht)                                         | Kleinste Canadese gans                                                                                       | Branta canadensis minima                                                       |                                                                                              |
| 13                          | Middenvijver (voormalige Nieuwe Prinsengracht)                                         | Muskuseend                                                                                                   | Cairina moschata                                                               |                                                                                              |
| 13                          | Middenvijver (voormalige Nieuwe Prinsengracht)                                         | Hawaiigans                                                                                                   | Branta sandvicensis                                                            |                                                                                              |
| 13                          | Middenvijver (voormalige Nieuwe Prinsengracht)                                         | pijlstaart                                                                                                   | Anas acuta                                                                     |                                                                                              |
| 13                          | Middenvijver (voormalige Nieuwe Prinsengracht)                                         | Bergeend | Tadorna tadorna                                                                |                                                                                              |
| 13                          | Middenvijver (voormalige Nieuwe Prinsengracht)                                         | Chileense Smient                                                                                             | Anas sibilatrix                                                                |                                                                                              |
| 13                          | Middenvijver (voormalige Nieuwe Prinsengracht)                                         | Aalscholver                                                                                                  | Phalacrocorax carbo                                                            |                                                                                              |
| 14                          | (Planetarium) (1988, gerenoveerd 2007)                                                 | |                                                                                |                                                                                              |
| 15                          | (speeltuin)                                                                            | |                                                                                |                                                                                              |
| 16                          | 't Veentje (1866) (voormalige Nieuwe Prinsengracht)                                    | Roze pelikaan                                                                                                | Pelecanus onocrotalus                                                          |                                                                                              |
| 16                          | 't Veentje (1866) (voormalige Nieuwe Prinsengracht)                                    | Ooievaar | Ciconia ciconia                                                                |                                                                                              |
| 16                          | 't Veentje (1866) (voormalige Nieuwe Prinsengracht)                                    | Kwak | Nycticorax nycticorax                                                          |                                                                                              |
| 17a01                       | Vogelhuis                                                                              | Driekleurige glansspreeuw                                                                                    | Lamprotornis superbus                                                          | Vogelhuis van Artis                                                                          |
| 17a03                       | Vogelhuis                                                                              | Driekleurige glansspreeuw                                                                                    |                                                                                | Vogelhuis van Artis                                                                          |
| 17a05                       | Vogelhuis                                                                              | Blauwwanghoningeter                                                                                          | Entomyzon cyanotis                                                             | Vogelhuis van Artis                                                                          |
| 17a07                       | Vogelhuis                                                                              | Roodsnaveltok                                                                                                | Tockus erythrorhynchus                                                         | Vogelhuis van Artis                                                                          |
| 17a07                       | Vogelhuis                                                                              | Waaierduif (Victoria Kroonduif)                                                                              | Goura victoria                                                                 | Vogelhuis van Artis                                                                          |
| 17a09                       | Vogelhuis                                                                              | Purperglasspreeuw                                                                                            | Lamprotornis purpureus                                                         | Vogelhuis van Artis                                                                          |
| 17a09                       | Vogelhuis                                                                              | Roodsnaveltok                                                                                                | Tockus erythrorhynchus                                                         | Vogelhuis van Artis                                                                          |
| 17a09                       | Vogelhuis                                                                              | Witwangdwergooruil                                                                                           | Ptilopsis leucotis                                                             | Vogelhuis van Artis                                                                          |
| 17a09                       | Vogelhuis                                                                              | Zonneral? |                                                                                | Vogelhuis van Artis                                                                          |
| 17a09                       | Vogelhuis                                                                              | Roelroel | Rollulus roulroul                                                              | Vogelhuis van Artis                                                                          |
| 17a11                       | Vogelhuis                                                                              | Pagodespreeuw                                                                                                | Temenuchus pagodarum of Sturnia pagodarum                                      | Vogelhuis van Artis                                                                          |
| 17a11                       | Vogelhuis                                                                              | Witkraagijsvogel                                                                                             | Todiramphus chloris                                                            | Vogelhuis van Artis                                                                          |
| 17a11                       | Vogelhuis                                                                              | Roelroel | Rollulus roulroul                                                              | Vogelhuis van Artis                                                                          |
| 17a13                       | Vogelhuis                                                                              | |                                                                                | Vogelhuis van Artis                                                                          |
| 17a15                       | Vogelhuis                                                                              | Temmincks- of roodkapjufferduif                                                                              | Ptilinopus pulchellus                                                          | Vogelhuis van Artis                                                                          |
| 17a15                       | Vogelhuis                                                                              | Barletts dolksteekduif                                                                                       | Gallicolumba crinigera                                                         | Vogelhuis van Artis                                                                          |
| 17a17                       | Vogelhuis                                                                              | Barletts Dolksteekduif (of leeg?)                                                                            |                                                                                | Vogelhuis van Artis                                                                          |
| 17b/c01                     | Vogelhuis                                                                              | |                                                                                | Vogelhuis van Artis                                                                          |
| 17b/c04                     | Vogelhuis                                                                              | Hyacinthara                                                                                                  | Anodorhynchus hyacinthinus                                                     | Vogelhuis van Artis                                                                          |
| 17b/c05                     | Vogelhuis                                                                              | Gewone jaarvogel                                                                                             | Rhyticeros undulatus of Aceros undulatus                                       | Vogelhuis van Artis                                                                          |
| 17b/c05                     | Vogelhuis                                                                              | Blauwwanghoningeter                                                                                          | Entomyzon cyanotis                                                             | Vogelhuis van Artis                                                                          |
| 17b/c07                     | Vogelhuis                                                                              | |                                                                                | Vogelhuis van Artis                                                                          |
| 17b/c08                     | Vogelhuis                                                                              | Smidsplevier                                                                                                 | Vanellus armatus                                                               | Vogelhuis van Artis                                                                          |
| 17b/c08                     | Vogelhuis                                                                              | Maskerkievit                                                                                                 | Vanellus miles                                                                 | Vogelhuis van Artis                                                                          |
| 17b/c08                     | Vogelhuis                                                                              | Hamerkop | Scopus umbretta                                                                | Vogelhuis van Artis                                                                          |
| 17b/c08                     | Vogelhuis                                                                              | Witborstijsvogel of Smyrna-ijsvogel                                                                          | Halcyon smyrnensis                                                             | Vogelhuis van Artis                                                                          |
| 17b/c08                     | Vogelhuis                                                                              | Zonneral | Eurypyga helias                                                                | Vogelhuis van Artis                                                                          |
| 17b/c08                     | Vogelhuis                                                                              | Driekleurige Glansspreeuw                                                                                    | Lamprotornis superbus                                                          | Vogelhuis van Artis                                                                          |
| 17b/c08                     | Vogelhuis                                                                              | Krokodilwachter                                                                                              | Pluvianus aegyptius                                                            | Vogelhuis van Artis                                                                          |
| 17b/c08                     | Vogelhuis                                                                              | Purperkoploerie                                                                                              | Lorius domicellus                                                              | Vogelhuis van Artis                                                                          |
| 17b/c13                     | Vogelhuis                                                                              | Kuifmaina | Acridotheres cristatellus                                                      | Vogelhuis van Artis                                                                          |
| 17b/c13                     | Vogelhuis                                                                              | Bonte Muskaatduif                                                                                            | Ducula bicolo                                                                  | Vogelhuis van Artis                                                                          |
| 17b15/c16                   | Vogelhuis                                                                              | Zonneral | Eurypyga helias                                                                | Vogelhuis van Artis                                                                          |
| 17b/c17                     | Vogelhuis                                                                              | Violette schiltoerako (Toerako's)                                                                            | Musophaga violacea                                                             | Vogelhuis van Artis                                                                          |
| 17b/c17                     | Vogelhuis                                                                              | Incastern | Larosterna inca                                                                | Vogelhuis van Artis                                                                          |
| 17b/c17                     | Vogelhuis                                                                              | Kookaburra                                                                                                   | Dacelo novaeguineae                                                            | Vogelhuis van Artis                                                                          |
| 17c15                       | Vogelhuis                                                                              | |                                                                                | Vogelhuis van Artis                                                                          |
| 18a01                       | Apenhuis                                                                               | Goudhaas of Agoeti                                                                                           | Dasyprocta leporina                                                            | Zie onder, bij Uilenruïne                                                                    |
| 18a02                       | Apenhuis                                                                               | Boliviaans doodshoofdaapje                                                                                   | Saimiri boliviensis                                                            | Zie onder, bij Uilenruïne                                                                    |
| 18a13/19                    | Apenhuis                                                                               | Zwarte slingeraap                                                                                            | Ateles paniscus                                                                | Zie onder, bij Uilenruïne                                                                    |
| 18b/c01                     | Apenhuis                                                                               | Zwarte kuifmakaak                                                                                            | Macaca nigra nigra                                                             | Zie onder, bij Uilenruïne                                                                    |
| 18b/c07                     | Apenhuis                                                                               | Borneose Orang Oetan                                                                                         | Pongo pygmaeus pygmaeus                                                        | Zie onder, bij Uilenruïne                                                                    |
| 18b/c13                     | Apenhuis                                                                               | Mandril | Mandrillus sphinx                                                              | Zie onder, bij Uilenruïne                                                                    |
| 19a01                       | Reptielenhuis                                                                          | leeg |                                                                                | De grote zaal van het reptielenhuis in Artis · De kleine zaal van het reptielenhuis in Artis |
| 19a02                       | Reptielenhuis                                                                          | Halsbandleguaan                                                                                              | genus Crotaphytus                                                              | De grote zaal van het reptielenhuis in Artis · De kleine zaal van het reptielenhuis in Artis |
| 19a02                       | Reptielenhuis                                                                          | Gewone chuckwalla                                                                                            | Sauromalus ater                                                                | De grote zaal van het reptielenhuis in Artis · De kleine zaal van het reptielenhuis in Artis |
| 19a02                       | Reptielenhuis                                                                          | Korsthagedis                                                                                                 | genus Heloderma                                                                | De grote zaal van het reptielenhuis in Artis · De kleine zaal van het reptielenhuis in Artis |
| 19a03                       | Reptielenhuis                                                                          | Egyptische landschildpad                                                                                     | Testudo kleinmanni                                                             | De grote zaal van het reptielenhuis in Artis · De kleine zaal van het reptielenhuis in Artis |
| 19a03                       | Reptielenhuis                                                                          | Afrikaanse doornstaartagame                                                                                  | Uromastyx acanthinura                                                          | De grote zaal van het reptielenhuis in Artis · De kleine zaal van het reptielenhuis in Artis |
| 19a03                       | Reptielenhuis                                                                          | Schneiders skink                                                                                             | Eumeces schneideri                                                             | De grote zaal van het reptielenhuis in Artis · De kleine zaal van het reptielenhuis in Artis |
| 19a04                       | Reptielenhuis                                                                          | Parthogenetische rotshagedis                                                                                 | Darevskia unisexualis                                                          | De grote zaal van het reptielenhuis in Artis · De kleine zaal van het reptielenhuis in Artis |
| 19a05                       | Reptielenhuis                                                                          | Parelskink                                                                                                   | Chalcides ocellatus                                                            | De grote zaal van het reptielenhuis in Artis · De kleine zaal van het reptielenhuis in Artis |
| 19a06                       | Reptielenhuis                                                                          | Scheltopusik                                                                                                 | Ophisaurus apodus                                                              | De grote zaal van het reptielenhuis in Artis · De kleine zaal van het reptielenhuis in Artis |
| 19a07                       | Reptielenhuis                                                                          | Gekielde klimslang os stinkadder                                                                             | Elaphe carinata                                                                | De grote zaal van het reptielenhuis in Artis · De kleine zaal van het reptielenhuis in Artis |
| 19a07                       | Reptielenhuis                                                                          | Streepstaartslang                                                                                            | Orthriophis taeniuris frisel                                                   | De grote zaal van het reptielenhuis in Artis · De kleine zaal van het reptielenhuis in Artis |
| 19a08                       | Reptielenhuis                                                                          | Groene of Chinese wateragame                                                                                 | Physignathus cocincinus                                                        | De grote zaal van het reptielenhuis in Artis · De kleine zaal van het reptielenhuis in Artis |
| 19b01                       | Reptielenhuis                                                                          | Onechte gaviaal                                                                                              | Tomistoma schlegelii                                                           | De grote zaal van het reptielenhuis in Artis · De kleine zaal van het reptielenhuis in Artis |
| 19b09                       | Reptielenhuis                                                                          | |                                                                                | De grote zaal van het reptielenhuis in Artis · De kleine zaal van het reptielenhuis in Artis |
| 19b10                       | Reptielenhuis                                                                          | Driekielstraalschildpad                                                                                      | Geoclemys hamiltonii                                                           | De grote zaal van het reptielenhuis in Artis · De kleine zaal van het reptielenhuis in Artis |
| 19b11                       | Reptielenhuis                                                                          | Groene leguaan                                                                                               | Iguana iguana                                                                  | De grote zaal van het reptielenhuis in Artis · De kleine zaal van het reptielenhuis in Artis |
| 19b11                       | Reptielenhuis                                                                          | Woudschildpad of bronzen helmschildpad of Braziliaanse reuzenschildpad                                       | Geochelone denticulata                                                         | De grote zaal van het reptielenhuis in Artis · De kleine zaal van het reptielenhuis in Artis |
| 19b11                       | Reptielenhuis                                                                          | Fischers toerako (een vogel)                                                                                 | Tauraco fischeri                                                               | De grote zaal van het reptielenhuis in Artis · De kleine zaal van het reptielenhuis in Artis |
| 19b11                       | Reptielenhuis                                                                          | Seychellenreuzenschildpad                                                                                    | Geochelone gigantea                                                            | De grote zaal van het reptielenhuis in Artis · De kleine zaal van het reptielenhuis in Artis |
|                             | Reptielenhuis                                                                          | Kolenbranderschildpad                                                                                        | Geochelone carbonaria                                                          | De grote zaal van het reptielenhuis in Artis · De kleine zaal van het reptielenhuis in Artis |
| Madagaskar stralenschildpad | Reptielenhuis                                                                          | Astrochelys radiata                                                                                          |                                                                                | De grote zaal van het reptielenhuis in Artis · De kleine zaal van het reptielenhuis in Artis |
| Woudschildpad               | Reptielenhuis                                                                          | |                                                                                | De grote zaal van het reptielenhuis in Artis · De kleine zaal van het reptielenhuis in Artis |
| 19b15                       | Reptielenhuis                                                                          | Roodwangschildpad                                                                                            | Trachemys scripta elegans                                                      | De grote zaal van het reptielenhuis in Artis · De kleine zaal van het reptielenhuis in Artis |
| 19b15                       | Reptielenhuis                                                                          | Groene Leguaan                                                                                               | Iguana iguana                                                                  | De grote zaal van het reptielenhuis in Artis · De kleine zaal van het reptielenhuis in Artis |
| 19b15                       | Reptielenhuis                                                                          | Sri-Lanka Driekielaardschildpad                                                                              | Melanochelys tricarinata                                                       | De grote zaal van het reptielenhuis in Artis · De kleine zaal van het reptielenhuis in Artis |
| 19b15                       | Reptielenhuis                                                                          | Nieuw-Guineese slangenhalsschildpad                                                                          | Elseya novaeguineae                                                            | De grote zaal van het reptielenhuis in Artis · De kleine zaal van het reptielenhuis in Artis |
| 19b15                       | Reptielenhuis                                                                          | Geelkoplandschildpad                                                                                         | Indotestudo elongata                                                           | De grote zaal van het reptielenhuis in Artis · De kleine zaal van het reptielenhuis in Artis |
| 19b15                       | Reptielenhuis                                                                          | Florida sierschildpad                                                                                        | Pseudemys concinna                                                             | De grote zaal van het reptielenhuis in Artis · De kleine zaal van het reptielenhuis in Artis |
| 19b15                       | Reptielenhuis                                                                          | Afrikaanse moerasschildpad                                                                                   | Pelomedusa subrufa                                                             | De grote zaal van het reptielenhuis in Artis · De kleine zaal van het reptielenhuis in Artis |
| 19b15                       | Reptielenhuis                                                                          | Vierteenlandschildpad                                                                                        | Testudo horsfieldii                                                            | De grote zaal van het reptielenhuis in Artis · De kleine zaal van het reptielenhuis in Artis |
| 19b15                       | Reptielenhuis                                                                          | Moorse landschildpad                                                                                         | Testudo graeca                                                                 | De grote zaal van het reptielenhuis in Artis · De kleine zaal van het reptielenhuis in Artis |
| 19b15                       | Reptielenhuis                                                                          | Griekse landschildpad                                                                                        | Testudo hermanni                                                               | De grote zaal van het reptielenhuis in Artis · De kleine zaal van het reptielenhuis in Artis |
| 19c01                       | Reptielenhuis                                                                          | Groene of Chinese wateragame                                                                                 | Physignathus cocincinus                                                        | De grote zaal van het reptielenhuis in Artis · De kleine zaal van het reptielenhuis in Artis |
| 19c01                       | Reptielenhuis                                                                          | Tokèh | Gekko gecko                                                                    | De grote zaal van het reptielenhuis in Artis · De kleine zaal van het reptielenhuis in Artis |
| 19c02                       | Reptielenhuis                                                                          | Gaboenadder of Gabonadder                                                                                    | Bitis gabonica                                                                 | De grote zaal van het reptielenhuis in Artis · De kleine zaal van het reptielenhuis in Artis |
| 19c03                       | Reptielenhuis                                                                          | Indiase Brilslang of Indiase brilcobra                                                                       | Naja Naja                                                                      | De grote zaal van het reptielenhuis in Artis · De kleine zaal van het reptielenhuis in Artis |
| 19c04                       | Reptielenhuis                                                                          | Indische of donkere tijgerpython                                                                             | Python molurus molurus                                                         | De grote zaal van het reptielenhuis in Artis · De kleine zaal van het reptielenhuis in Artis |
| 19c07                       | Reptielenhuis                                                                          | Soedanese schildhagedis                                                                                      | Gerrhosaurus major                                                             | De grote zaal van het reptielenhuis in Artis · De kleine zaal van het reptielenhuis in Artis |
| 19c07                       | Reptielenhuis                                                                          | Kolonistenagame                                                                                              | Agama Agama                                                                    | De grote zaal van het reptielenhuis in Artis · De kleine zaal van het reptielenhuis in Artis |
| 19c07                       | Reptielenhuis                                                                          | Spleetschildpad                                                                                              | Malacochersus tornieri                                                         | De grote zaal van het reptielenhuis in Artis · De kleine zaal van het reptielenhuis in Artis |
| 19c09                       | Reptielenhuis                                                                          | Baardagame                                                                                                   | Pogona vitticeps                                                               | De grote zaal van het reptielenhuis in Artis · De kleine zaal van het reptielenhuis in Artis |
|                             | Reptielenhuis                                                                          | Gewone blauwtongskink                                                                                        | Tiliqua scincoides scincoides                                                  | De grote zaal van het reptielenhuis in Artis · De kleine zaal van het reptielenhuis in Artis |
| 19c10                       | Reptielenhuis                                                                          | Smaragdvaraan                                                                                                | Varanus prasinus                                                               | De grote zaal van het reptielenhuis in Artis · De kleine zaal van het reptielenhuis in Artis |
| 19c11                       | Reptielenhuis                                                                          | Dennenappelskink of Pijnappelskink                                                                           | Tiliqua rugosa                                                                 | De grote zaal van het reptielenhuis in Artis · De kleine zaal van het reptielenhuis in Artis |
|                             | Reptielenhuis                                                                          | Kraaghagedis                                                                                                 | Chlamydosaurus kingii                                                          | De grote zaal van het reptielenhuis in Artis · De kleine zaal van het reptielenhuis in Artis |
| 19c13                       | Reptielenhuis                                                                          | Neushoornleguaan                                                                                             | Cyclura cornuta                                                                | De grote zaal van het reptielenhuis in Artis · De kleine zaal van het reptielenhuis in Artis |
| 19c15                       | Reptielenhuis                                                                          | Driestreepdoosschildpad                                                                                      | Cuora trifasciata                                                              | De grote zaal van het reptielenhuis in Artis · De kleine zaal van het reptielenhuis in Artis |
| 19c15                       | Reptielenhuis                                                                          | Filipijnse zeilhagedis                                                                                       | Hydrosaurus pustulatus                                                         | De grote zaal van het reptielenhuis in Artis · De kleine zaal van het reptielenhuis in Artis |
| 19c17                       | Reptielenhuis                                                                          | Groene basilisk (merk op: op bord staat zowel Basiliscus plumifrons als Helmbasilisk, maar het is de eerste) | Basiliscus plumifrons                                                          | De grote zaal van het reptielenhuis in Artis · De kleine zaal van het reptielenhuis in Artis |
| 19c17                       | Reptielenhuis                                                                          | Drieteendoosschildpad                                                                                        | Terrapene carolina triunguis                                                   | De grote zaal van het reptielenhuis in Artis · De kleine zaal van het reptielenhuis in Artis |
| 19c19                       | Reptielenhuis                                                                          | Koningspython                                                                                                | Python regius                                                                  | De grote zaal van het reptielenhuis in Artis · De kleine zaal van het reptielenhuis in Artis |
| 19c21                       | Reptielenhuis                                                                          | Jemenkameleon                                                                                                | Chamaeleo calyptratus                                                          | De grote zaal van het reptielenhuis in Artis · De kleine zaal van het reptielenhuis in Artis |
| 19c23                       | Reptielenhuis                                                                          | Boa constrictor                                                                                              | Boa constrictor                                                                | De grote zaal van het reptielenhuis in Artis · De kleine zaal van het reptielenhuis in Artis |
| 19c25                       | Reptielenhuis                                                                          | 'kraamkamer'                                                                                                 |                                                                                | De grote zaal van het reptielenhuis in Artis · De kleine zaal van het reptielenhuis in Artis |
| 19c30                       | Reptielenhuis                                                                          | Europese moerasschildpad                                                                                     | Emys orbicularis                                                               | De grote zaal van het reptielenhuis in Artis · De kleine zaal van het reptielenhuis in Artis |
| 19d01                       | Reptielenhuis                                                                          | (wisselend?)                                                                                                 |                                                                                | De grote zaal van het reptielenhuis in Artis · De kleine zaal van het reptielenhuis in Artis |
| 19d02                       | Reptielenhuis                                                                          | (wisselend?)                                                                                                 |                                                                                | De grote zaal van het reptielenhuis in Artis · De kleine zaal van het reptielenhuis in Artis |
| 19d03                       | Reptielenhuis                                                                          | (deur) |                                                                                | De grote zaal van het reptielenhuis in Artis · De kleine zaal van het reptielenhuis in Artis |
| 19d04                       | Reptielenhuis                                                                          | Wondergekko                                                                                                  | genus Teratoscincus                                                            | De grote zaal van het reptielenhuis in Artis · De kleine zaal van het reptielenhuis in Artis |
| 19d05                       | Reptielenhuis                                                                          | Pantergekko                                                                                                  | Eublepharis macularius                                                         | De grote zaal van het reptielenhuis in Artis · De kleine zaal van het reptielenhuis in Artis |
| 19d06                       | Reptielenhuis                                                                          | Madagaskardaggekko                                                                                           | Phelsuma madagascariensis madagascariensis                                     | De grote zaal van het reptielenhuis in Artis · De kleine zaal van het reptielenhuis in Artis |
| 19d07                       | Reptielenhuis                                                                          | Bonte gordelstaart                                                                                           | Cordylus warreni depressus                                                     | De grote zaal van het reptielenhuis in Artis · De kleine zaal van het reptielenhuis in Artis |
| 19d08                       | Reptielenhuis                                                                          | Woestijzandboa (onderfamilie Erycinae)                                                                       | Eryx miliaris                                                                  | De grote zaal van het reptielenhuis in Artis · De kleine zaal van het reptielenhuis in Artis |
| 19e                         | Bij noordingang reptielenhuis                                                          | Kolenbranderschildpad                                                                                        | Geochelone carbonaria                                                          | De grote zaal van het reptielenhuis in Artis · De kleine zaal van het reptielenhuis in Artis |
| 21                          | ((o.a.?) Artis-bibliotheek)                                                            | |                                                                                |                                                                                              |
| 23                          | Zuid-Amerikaanse Pampa (2004)                                                          | Lama | Lama glama                                                                     |                                                                                              |
| 23                          | Zuid-Amerikaanse Pampa (2004)                                                          | Nandoe | Rhea americana                                                                 |                                                                                              |
| 24                          | Zuid-Amerikaanse Pampa (2004)                                                          | Capibara | Hydrochaeris hydrochaeris                                                      |                                                                                              |
| 24                          | Zuid-Amerikaanse Pampa (2004)                                                          | Vicuña | Vicugna vicugna                                                                |                                                                                              |
| 24                          | Zuid-Amerikaanse Pampa (2004)                                                          | Mara | Dolichotis patagonum                                                           |                                                                                              |
| 24                          | Zuid-Amerikaanse Pampa (2004)                                                          | Reuzenmiereneter                                                                                             | Myrmecophaga tridactyla                                                        |                                                                                              |
| 25                          |                                                                                        | Manenwolf (naast de Pampa, want hoort daarbij)                                                               | Chrysocyon brachyurus                                                          |                                                                                              |
| 26a                         |                                                                                        | Chinese kraanvogel                                                                                           | Grus japonensis                                                                |                                                                                              |
| 26b                         | (verbonden met 26c)                                                                    | |                                                                                |                                                                                              |
| 26c                         | (binnendoor verbonden met 26d?)                                                        | |                                                                                |                                                                                              |
| 26d                         |                                                                                        | Helmkasuaris                                                                                                 | Casuarius casuarius                                                            |                                                                                              |
| 26e                         |                                                                                        | Kleine panda                                                                                                 | Ailuris fulgens                                                                |                                                                                              |
| 26f                         |                                                                                        | Grote Mara                                                                                                   | Dolichotis patagonum                                                           |                                                                                              |
| 26f                         | Chileense, Andes- of Zuidelijke poedoe                                                 | Pudu pudu |                                                                                |                                                                                              |
| 27                          | (grasveld?)                                                                            | |                                                                                |                                                                                              |
| 28                          | Australië                                                                              | Bennettwallaby                                                                                               | Macropus rufogriseus                                                           |                                                                                              |
| 28                          | Australië                                                                              | Emoe | Dromaius novaehollandiae                                                       |                                                                                              |
| 31                          | Bokkenrots (1941)                                                                      | Alpensteenbok                                                                                                | Capra ibex ibex                                                                |                                                                                              |
| 31                          | Bokkenrots (1941)                                                                      | Knobbelzwaan                                                                                                 | Cygnus olor                                                                    |                                                                                              |
| 31                          | Bokkenrots (1941)                                                                      | Huismus | Passer domesticus                                                              |                                                                                              |
| 31                          | Bokkenrots (1941)                                                                      | Waterhoen | Gallinula chloropus                                                            |                                                                                              |
| 32                          |                                                                                        | leeg, Beverrat tijdelijk naar 75                                                                             |                                                                                |                                                                                              |
| 33a01                       | Kleine-Zoogdierenhuis                                                                  | Pinchéaapje                                                                                                  | Saguinus oedipus                                                               | Kleine-Zoogdierenhuis                                                                        |
| 33a01                       | Kleine-Zoogdierenhuis                                                                  | Kleine Kantjil                                                                                               | Tragulus kanchil                                                               | Kleine-Zoogdierenhuis                                                                        |
| 33a01                       | Kleine-Zoogdierenhuis                                                                  | Luiaard |                                                                                | Kleine-Zoogdierenhuis                                                                        |
| 33a02                       | Kleine-Zoogdierenhuis                                                                  | Dwergoeistiti of dwergzijdeaapje                                                                             | Callithrix (Cebuella) pygmaea                                                  | Kleine-Zoogdierenhuis                                                                        |
| 33a02                       | Kleine-Zoogdierenhuis                                                                  | Gouden leeuwaapje                                                                                            | Leontopithecus rosalia                                                         | Kleine-Zoogdierenhuis                                                                        |
| 33a02                       | Kleine-Zoogdierenhuis                                                                  | Goudhaas of Agoeti                                                                                           | Dasyprocta leporina                                                            | Kleine-Zoogdierenhuis                                                                        |
| 33a02                       | Kleine-Zoogdierenhuis                                                                  | Witgezichtsaki                                                                                               | Pithecia pithecia                                                              | Kleine-Zoogdierenhuis                                                                        |
| 33a04                       | Kleine-Zoogdierenhuis                                                                  | Uilenkopmeerkat                                                                                              | Cercopithecus hamlyni                                                          | Kleine-Zoogdierenhuis                                                                        |
| 33a04                       | Kleine-Zoogdierenhuis                                                                  | Kleine kantjil                                                                                               | Tragulus kanchil                                                               | Kleine-Zoogdierenhuis                                                                        |
| 33a04                       | Kleine-Zoogdierenhuis                                                                  | Roelroel | Rollulus roulroul                                                              | Kleine-Zoogdierenhuis                                                                        |
| 33a06                       | Kleine-Zoogdierenhuis                                                                  | Keizertamarin                                                                                                | Saguinus imperator                                                             | Kleine-Zoogdierenhuis                                                                        |
| 33a07                       | Kleine-Zoogdierenhuis                                                                  | Goeldi-tamarin of springtamarin                                                                              | Callimico goeldii                                                              | Kleine-Zoogdierenhuis                                                                        |
| 33a08                       | Kleine-Zoogdierenhuis                                                                  | Roodbuiktamarin                                                                                              | Saguinus labiatus                                                              | Kleine-Zoogdierenhuis                                                                        |
| 33a08                       | Kleine-Zoogdierenhuis                                                                  | Goudhaas of Agoeti                                                                                           | Dasyprocta leporina                                                            | Kleine-Zoogdierenhuis                                                                        |
| 33a08                       | Kleine-Zoogdierenhuis                                                                  | Tweevingerige luiaard                                                                                        | Choloepus didactylus                                                           | Kleine-Zoogdierenhuis                                                                        |
| 33a09                       | Kleine-Zoogdierenhuis                                                                  | Dwergotter of kleinklauwotter                                                                                | Aonyx cinerea                                                                  | Kleine-Zoogdierenhuis                                                                        |
| 33b01                       | Kleine-Zoogdierenhuis                                                                  | Gewone toepaja                                                                                               | Tupaia glis                                                                    | Kleine-Zoogdierenhuis                                                                        |
| 33b02                       | Kleine-Zoogdierenhuis                                                                  | Dwergoeistiti of dwergzijdeaapje                                                                             | Callithrix (Cebuella) pygmaea                                                  | Kleine-Zoogdierenhuis                                                                        |
| 33b03                       | Kleine-Zoogdierenhuis                                                                  | Prévosteekhoorn of Prevosts klapperrat                                                                       | Callosciurus prevostii                                                         | Kleine-Zoogdierenhuis                                                                        |
| 33b05                       | Kleine-Zoogdierenhuis                                                                  | Witooroeistiti of Witoorzijdeaapje                                                                           | Callithrix aurita                                                              | Kleine-Zoogdierenhuis                                                                        |
| 33b/c06                     | Kleine-Zoogdierenhuis                                                                  | Ringstaartmaki                                                                                               | Lemur catta                                                                    | Kleine-Zoogdierenhuis                                                                        |
| 33b/c10                     | Kleine-Zoogdierenhuis                                                                  | Fennek | Vulpes zerda                                                                   | Kleine-Zoogdierenhuis                                                                        |
| 33b12                       | Kleine-Zoogdierenhuis                                                                  | Dwergmuismaki                                                                                                | Microcebus myoxinu                                                             | Kleine-Zoogdierenhuis                                                                        |
| 33b13                       | Kleine-Zoogdierenhuis                                                                  | Chinchilla                                                                                                   | Chinchilla lanigera                                                            | Kleine-Zoogdierenhuis                                                                        |
| 33b13                       | Kleine-Zoogdierenhuis                                                                  | Degoe | Octodon degus                                                                  | Kleine-Zoogdierenhuis                                                                        |
| 33b14                       | Kleine-Zoogdierenhuis                                                                  | Rotscavia | Kerodon rupestris                                                              | Kleine-Zoogdierenhuis                                                                        |
| 33b15                       | Kleine-Zoogdierenhuis                                                                  | Dwergmangoest                                                                                                | Helogale parvula                                                               | Kleine-Zoogdierenhuis                                                                        |
| 33c01                       | Kleine-Zoogdierenhuis                                                                  | Fossa of Fretkat                                                                                             | Cryptoprocta ferox                                                             | Kleine-Zoogdierenhuis                                                                        |
| 33c04                       | Kleine-Zoogdierenhuis                                                                  | Zuid-Afrikaans stekelvarken                                                                                  | Hystrix africaeaustralis                                                       | Kleine-Zoogdierenhuis                                                                        |
| 33c05                       | Kleine-Zoogdierenhuis                                                                  | Zwartwitte vari, bonte maki of gekraagde maki                                                                | Varecia variegata                                                              | Kleine-Zoogdierenhuis                                                                        |
| 33c11                       | Kleine-Zoogdierenhuis                                                                  | Stokstaartje                                                                                                 | Suricata suricatta                                                             | Kleine-Zoogdierenhuis                                                                        |
| 33c12                       | Kleine-Zoogdierenhuis                                                                  | Rode neusbeer                                                                                                | Nasua nasua                                                                    | Kleine-Zoogdierenhuis                                                                        |
| 33c13                       | Kleine-Zoogdierenhuis                                                                  | Beermarter of binturong                                                                                      | Arctictis binturong                                                            | Kleine-Zoogdierenhuis                                                                        |
| 33c14                       | Kleine-Zoogdierenhuis                                                                  | Margay | Leopardus wiedii                                                               | Kleine-Zoogdierenhuis                                                                        |
| 33c15                       | Kleine-Zoogdierenhuis                                                                  | Margay | Leopardus wiedii                                                               | Kleine-Zoogdierenhuis                                                                        |
| 34                          | Lemuren ('Vogelweide'?)                                                                | Rode vari | Varecia rubra                                                                  |                                                                                              |
| 35                          | Hollandse tuin (grasveld)                                                              | |                                                                                |                                                                                              |
| 36a                         | Uilenruïne                                                                             | Sneeuwuil | Bubo scandiacus                                                                | Kaart van het Apenhuis, de roofdierengalerij en de uilenruïne                                |
| 36b                         | Uilenruïne                                                                             | Kerkuil | Tyto alba                                                                      | Kaart van het Apenhuis, de roofdierengalerij en de uilenruïne                                |
| 36c                         | Uilenruïne                                                                             | Torenvalk | Falco tinnunculus                                                              | Kaart van het Apenhuis, de roofdierengalerij en de uilenruïne                                |
| 36d                         | Uilenruïne                                                                             | Oehoe | Bubo bubo                                                                      | Kaart van het Apenhuis, de roofdierengalerij en de uilenruïne                                |
| 36e                         | Uilenruïne                                                                             | Bosuil | Strix aluco                                                                    | Kaart van het Apenhuis, de roofdierengalerij en de uilenruïne                                |
| 36e                         | Uilenruïne                                                                             | Torenvalk | Falco tinnunculus                                                              | Kaart van het Apenhuis, de roofdierengalerij en de uilenruïne                                |
| 36f                         | Uilenruïne                                                                             | Ruigpootbuizerd                                                                                              | Buteo lagopus                                                                  | Kaart van het Apenhuis, de roofdierengalerij en de uilenruïne                                |
| 36g                         | Uilenruïne                                                                             | (geen kooi)                                                                                                  |                                                                                | Kaart van het Apenhuis, de roofdierengalerij en de uilenruïne                                |
| 37                          | Kerbert-terras (1927)                                                                  | Leeuw | Panthera Leo                                                                   | Kaart van het Apenhuis, de roofdierengalerij en de uilenruïne                                |
| 38a                         | Roofdieren (1859, verbouwd jaren 90)                                                   | Europese Lynx                                                                                                | Lynx lynx                                                                      | Kaart van het Apenhuis, de roofdierengalerij en de uilenruïne                                |
| 38b                         | Roofdieren (1859, verbouwd jaren 90)                                                   | Jaguar | Panthera onca                                                                  | Kaart van het Apenhuis, de roofdierengalerij en de uilenruïne                                |
| 38c                         | Roofdieren (1859, verbouwd jaren 90)                                                   | Amoerpanter                                                                                                  | Panthera pardus orientalis                                                     | Kaart van het Apenhuis, de roofdierengalerij en de uilenruïne                                |
| 38d                         | Roofdieren (1859, verbouwd jaren 90)                                                   | Rode neusbeer                                                                                                | Nasua nasua                                                                    | Kaart van het Apenhuis, de roofdierengalerij en de uilenruïne                                |
| 38e                         | Roofdieren (1859, verbouwd jaren 90)                                                   | Serval | Leptailurus serval                                                             | Kaart van het Apenhuis, de roofdierengalerij en de uilenruïne                                |
| 38f                         | Roofdieren (1859, verbouwd jaren 90)                                                   | Serval |                                                                                | Kaart van het Apenhuis, de roofdierengalerij en de uilenruïne                                |
| 41                          | (Dinosaurussenveld)                                                                    | |                                                                                | Kaart van het Apenhuis, de roofdierengalerij en de uilenruïne                                |
| 42al01                      | Grevelingenmeer (brak - zout, 4-20 °C)                                                 | Heremietkreeft                                                                                               | Superfamilie Paguruidea                                                        | Kaart van het Apenhuis, de roofdierengalerij en de uilenruïne                                |
| 42al01                      | Grevelingenmeer (brak - zout, 4-20 °C)                                                 | Zeeuwse oester                                                                                               | ?                                                                              | Kaart van het Apenhuis, de roofdierengalerij en de uilenruïne                                |
| 42al01                      | Grevelingenmeer (brak - zout, 4-20 °C)                                                 | Steurgarnaal                                                                                                 | Palaemon serratus                                                              | Kaart van het Apenhuis, de roofdierengalerij en de uilenruïne                                |
| 42al01                      | Grevelingenmeer (brak - zout, 4-20 °C)                                                 | Zwarte grondel                                                                                               | Gobius niger                                                                   | Kaart van het Apenhuis, de roofdierengalerij en de uilenruïne                                |
| 42al01                      | Grevelingenmeer (brak - zout, 4-20 °C)                                                 | Zee-egel | klasse Echinoidea                                                              | Kaart van het Apenhuis, de roofdierengalerij en de uilenruïne                                |
| 42al01                      | Grevelingenmeer (brak - zout, 4-20 °C)                                                 | Grote zeenaald                                                                                               | Syngnathus acus                                                                | Kaart van het Apenhuis, de roofdierengalerij en de uilenruïne                                |
| 42al01                      | Grevelingenmeer (brak - zout, 4-20 °C)                                                 | Doorzichtige zakpijp                                                                                         | Ciona intenstinalis                                                            | Kaart van het Apenhuis, de roofdierengalerij en de uilenruïne                                |
| 42al01                      | Grevelingenmeer (brak - zout, 4-20 °C)                                                 | Vorskwab | Raniceps raninus                                                               | Kaart van het Apenhuis, de roofdierengalerij en de uilenruïne                                |
| 42al02                      |                                                                                        | Gewone zeedonderpad                                                                                          | Myoxocephalus scorpius                                                         | Kaart van het Apenhuis, de roofdierengalerij en de uilenruïne                                |
| 42al02                      | Europese kreeft                                                                        | Homarus gammarus                                                                                             |                                                                                | Kaart van het Apenhuis, de roofdierengalerij en de uilenruïne                                |
| 42al02                      | Paardenanemoon                                                                         | Actinia equina                                                                                               |                                                                                | Kaart van het Apenhuis, de roofdierengalerij en de uilenruïne                                |
| 42al02                      | Gewone Zeester                                                                         | Asterias rubens                                                                                              |                                                                                | Kaart van het Apenhuis, de roofdierengalerij en de uilenruïne                                |
| 42al03                      | Noordelijke Noordzee (zout, 4-18 °C)                                                   | Wulk | Buccinum undatum                                                               | Kaart van het Apenhuis, de roofdierengalerij en de uilenruïne                                |
| 42al03                      | Noordelijke Noordzee (zout, 4-18 °C)                                                   | Bot | Platichthys flesus                                                             | Kaart van het Apenhuis, de roofdierengalerij en de uilenruïne                                |
| 42al03                      | Noordelijke Noordzee (zout, 4-18 °C)                                                   | Wijting | Merlangius merlangus                                                           | Kaart van het Apenhuis, de roofdierengalerij en de uilenruïne                                |
| 42al03                      | Noordelijke Noordzee (zout, 4-18 °C)                                                   | Hondshaai | Scyliorhinus canicula                                                          | Kaart van het Apenhuis, de roofdierengalerij en de uilenruïne                                |
| 42al03                      | Noordelijke Noordzee (zout, 4-18 °C)                                                   | Griet | Scophthalmus rhombus                                                           | Kaart van het Apenhuis, de roofdierengalerij en de uilenruïne                                |
| 42al03                      | Noordelijke Noordzee (zout, 4-18 °C)                                                   | Schol | Pleuronectes platessa                                                          | Kaart van het Apenhuis, de roofdierengalerij en de uilenruïne                                |
| 42al03                      | Noordelijke Noordzee (zout, 4-18 °C)                                                   | (Mammoetkies)                                                                                                |                                                                                | Kaart van het Apenhuis, de roofdierengalerij en de uilenruïne                                |
| 42al04                      | Zuidelijke Noordzee (zout, 4-20 °C)                                                    | Horsmakreel                                                                                                  | Carangidae                                                                     | Kaart van het Apenhuis, de roofdierengalerij en de uilenruïne                                |
| 42al04                      | Zuidelijke Noordzee (zout, 4-20 °C)                                                    | Hondshaai | Scyliorhinus canicula                                                          | Kaart van het Apenhuis, de roofdierengalerij en de uilenruïne                                |
| 42al04                      | Zuidelijke Noordzee (zout, 4-20 °C)                                                    | Rode poon | Trigla lucerna                                                                 | Kaart van het Apenhuis, de roofdierengalerij en de uilenruïne                                |
| 42al04                      | Zuidelijke Noordzee (zout, 4-20 °C)                                                    | Schol | Pleuronectes platessa                                                          | Kaart van het Apenhuis, de roofdierengalerij en de uilenruïne                                |
| 42al04                      | Zuidelijke Noordzee (zout, 4-20 °C)                                                    | Paardenanemoon                                                                                               | Actinia equina                                                                 | Kaart van het Apenhuis, de roofdierengalerij en de uilenruïne                                |
| 42al04                      | Zuidelijke Noordzee (zout, 4-20 °C)                                                    | Noordzeekrab                                                                                                 | Cancer pagurus                                                                 | Kaart van het Apenhuis, de roofdierengalerij en de uilenruïne                                |
| 42al04                      | Zuidelijke Noordzee (zout, 4-20 °C)                                                    | IJslandse zeester                                                                                            | Marthasterias glacialis                                                        | Kaart van het Apenhuis, de roofdierengalerij en de uilenruïne                                |
| 42al05                      | Middellandse Zee (zout, 12-25 °C)                                                      | Zwaluwstaartvis (of Monniksvis)                                                                              | Chromis chromis                                                                | Kaart van het Apenhuis, de roofdierengalerij en de uilenruïne                                |
| 42al05                      | Middellandse Zee (zout, 12-25 °C)                                                      | Gehoornde slijmvis                                                                                           | Parablennius gattorugine                                                       | Kaart van het Apenhuis, de roofdierengalerij en de uilenruïne                                |
| 42al05                      | Middellandse Zee (zout, 12-25 °C)                                                      | Middellandse Zee Lipvis                                                                                      | genus Symphodus                                                                | Kaart van het Apenhuis, de roofdierengalerij en de uilenruïne                                |
| 42al05                      | Middellandse Zee (zout, 12-25 °C)                                                      | Girelle of Regenbooglipvis                                                                                   | Coris julis                                                                    | Kaart van het Apenhuis, de roofdierengalerij en de uilenruïne                                |
| 42al06                      | (zout, 5-20 C)                                                                         | Octopus of Achtarm                                                                                           | Octopus vulgaris                                                               | Kaart van het Apenhuis, de roofdierengalerij en de uilenruïne                                |
| 42al07                      | Haaien en Roggen (zout, 12-25 °C)                                                      | Luipaardhaai                                                                                                 | Triakis semifasciata                                                           | Kaart van het Apenhuis, de roofdierengalerij en de uilenruïne                                |
| 42al07                      | Haaien en Roggen (zout, 12-25 °C)                                                      | Stierkophaai                                                                                                 | Genus Heterodontus                                                             | Kaart van het Apenhuis, de roofdierengalerij en de uilenruïne                                |
| 42al07                      | Haaien en Roggen (zout, 12-25 °C)                                                      | Stekelrog | Raja clavata                                                                   | Kaart van het Apenhuis, de roofdierengalerij en de uilenruïne                                |
| 42al07                      | Haaien en Roggen (zout, 12-25 °C)                                                      | Murene | Muraena helena                                                                 | Kaart van het Apenhuis, de roofdierengalerij en de uilenruïne                                |
| 42al07                      | Haaien en Roggen (zout, 12-25 °C)                                                      | Diklipharder                                                                                                 | Chelon labrosus                                                                | Kaart van het Apenhuis, de roofdierengalerij en de uilenruïne                                |
| 42al07                      | Haaien en Roggen (zout, 12-25 °C)                                                      | Hypsypops rubicundus                                                                                         | Hypsypops rubicundus                                                           | Kaart van het Apenhuis, de roofdierengalerij en de uilenruïne                                |
| 42al10                      | Lichtgevende vissen (zout, 20-28 °C)                                                   | Lantaarnvis                                                                                                  | Lampanyctodes hectoris                                                         | Kaart van het Apenhuis, de roofdierengalerij en de uilenruïne                                |
| 42al11                      | Tropisch koraalrif (Rode Zee, Indische en Stille Oceaan) (zout, 20-28 °C)              | Juweelkardinaalbaars                                                                                         | Pterapogon kauderni                                                            | Kaart van het Apenhuis, de roofdierengalerij en de uilenruïne                                |
| 42al11                      | Tropisch koraalrif (Rode Zee, Indische en Stille Oceaan) (zout, 20-28 °C)              | Scheermesvis                                                                                                 |                                                                                | Kaart van het Apenhuis, de roofdierengalerij en de uilenruïne                                |
| 42al11                      | Tropisch koraalrif (Rode Zee, Indische en Stille Oceaan) (zout, 20-28 °C)              | Diadeem Zee-egel                                                                                             | Diadema setosum                                                                | Kaart van het Apenhuis, de roofdierengalerij en de uilenruïne                                |
| 42al12                      | Tropisch koraalrif (Rode Zee, Indische en Stille Oceaan) (zout, 20-28 °C)              | Gewone of Ronde vleermuisvis                                                                                 | Platax orbicularis                                                             | Kaart van het Apenhuis, de roofdierengalerij en de uilenruïne                                |
| 42al12                      | Tropisch koraalrif (Rode Zee, Indische en Stille Oceaan) (zout, 20-28 °C)              | Rood vlagbaarsje                                                                                             | Anthias squamipinnis                                                           | Kaart van het Apenhuis, de roofdierengalerij en de uilenruïne                                |
| 42al12                      | Tropisch koraalrif (Rode Zee, Indische en Stille Oceaan) (zout, 20-28 °C)              | Oogvlekkoraalvlinder                                                                                         | Chaetodon auriga                                                               | Kaart van het Apenhuis, de roofdierengalerij en de uilenruïne                                |
| 42al13                      | Tropisch koraalrif (Rode Zee, Indische en Stille Oceaan) (zout, 20-28 °C)              | Gekroonde Keizersvis                                                                                         | Holacanthus ciliaris                                                           | Kaart van het Apenhuis, de roofdierengalerij en de uilenruïne                                |
| 42al13                      | Tropisch koraalrif (Rode Zee, Indische en Stille Oceaan) (zout, 20-28 °C)              | Gewone poetslipvis                                                                                           | Labroides dimidiatus                                                           | Kaart van het Apenhuis, de roofdierengalerij en de uilenruïne                                |
| 42al13                      | Tropisch koraalrif (Rode Zee, Indische en Stille Oceaan) (zout, 20-28 °C)              | Luipaardtrekkervis                                                                                           | Balistoides conspicillum                                                       | Kaart van het Apenhuis, de roofdierengalerij en de uilenruïne                                |
| 42al13                      | Tropisch koraalrif (Rode Zee, Indische en Stille Oceaan) (zout, 20-28 °C)              | Grote netmurene (of Luipaardmurene)                                                                          | Gymnothorax favagineus                                                         | Kaart van het Apenhuis, de roofdierengalerij en de uilenruïne                                |
| 42al13                      | Tropisch koraalrif (Rode Zee, Indische en Stille Oceaan) (zout, 20-28 °C)              | Oogvlekkoraalvlinder                                                                                         | Chaetodon auriga                                                               | Kaart van het Apenhuis, de roofdierengalerij en de uilenruïne                                |
| 42al13                      | Tropisch koraalrif (Rode Zee, Indische en Stille Oceaan) (zout, 20-28 °C)              | Blauwgestreepte zeebaars                                                                                     | Cephalopholis boenack                                                          | Kaart van het Apenhuis, de roofdierengalerij en de uilenruïne                                |
| 42al14                      | Tropisch koraalrif (Rode Zee, Indische en Stille Oceaan) (zout, 20-28 °C)              | Gewone koraalduivel                                                                                          | Pterois volitans                                                               | Kaart van het Apenhuis, de roofdierengalerij en de uilenruïne                                |
| 42al14                      | Tropisch koraalrif (Rode Zee, Indische en Stille Oceaan) (zout, 20-28 °C)              | Steenvis | Cynanceia verrucosa                                                            | Kaart van het Apenhuis, de roofdierengalerij en de uilenruïne                                |
| 42al14                      | Tropisch koraalrif (Rode Zee, Indische en Stille Oceaan) (zout, 20-28 °C)              | Stermurene                                                                                                   | Echidna nebulosa                                                               | Kaart van het Apenhuis, de roofdierengalerij en de uilenruïne                                |
| 42al15                      |                                                                                        | Octopus |                                                                                | Kaart van het Apenhuis, de roofdierengalerij en de uilenruïne                                |
| 42al15                      | pasgeboren Stierkophaai (tijdelijk)                                                    | |                                                                                | Kaart van het Apenhuis, de roofdierengalerij en de uilenruïne                                |
| 42ar01                      | Zuid-Amerika (zoet, 24-28 °C)                                                          | Sidderaal | Electrophorus electricus                                                       | Kaart van het Apenhuis, de roofdierengalerij en de uilenruïne                                |
| 42ar02                      | Elektrische vissen (zoet, 24-28 °C)                                                    | Nijlsnoek |                                                                                | Kaart van het Apenhuis, de roofdierengalerij en de uilenruïne                                |
| 42ar03                      | Midden-Amerika (zoet, 24-28 °C)                                                        | Rode Piranha                                                                                                 | Serrasalmus nattereri                                                          | Kaart van het Apenhuis, de roofdierengalerij en de uilenruïne                                |
| 42ar03                      | Midden-Amerika (zoet, 24-28 °C)                                                        | Gemarmerde Harnasmeerval                                                                                     | Pterygoplichthys multiradiatus                                                 | Kaart van het Apenhuis, de roofdierengalerij en de uilenruïne                                |
| 42ar04                      | Malawimeer (zoet, 27,5 °C)                                                             | Rode Kadango Malawicichlide                                                                                  | Copadichromis borleyi                                                          | Kaart van het Apenhuis, de roofdierengalerij en de uilenruïne                                |
| 42ar04                      | Malawimeer (zoet, 27,5 °C)                                                             | Pruillipcichlide                                                                                             | Labeotropheus fuelleborni                                                      | Kaart van het Apenhuis, de roofdierengalerij en de uilenruïne                                |
| 42ar04                      | Malawimeer (zoet, 27,5 °C)                                                             | Roestkleurige Malawicichlide                                                                                 | Iodetropheus spengerae                                                         | Kaart van het Apenhuis, de roofdierengalerij en de uilenruïne                                |
| 42ar04                      | Malawimeer (zoet, 27,5 °C)                                                             | Chipokacichlide                                                                                              | Melanochromis chipokae                                                         | Kaart van het Apenhuis, de roofdierengalerij en de uilenruïne                                |
| 42ar04                      | Malawimeer (zoet, 27,5 °C)                                                             | Gele Keizercichlide                                                                                          | Aulonocara baenschi                                                            | Kaart van het Apenhuis, de roofdierengalerij en de uilenruïne                                |
| 42ar04                      | Malawimeer (zoet, 27,5 °C)                                                             | Blauwe Zebracichlide?                                                                                        | Pseudotropheus callainos? (Nederlandse en Latijnse naam stemmen niet overeen?) | Kaart van het Apenhuis, de roofdierengalerij en de uilenruïne                                |
| 42ar04                      | Malawimeer (zoet, 27,5 °C)                                                             | Visetende Malawicichlide                                                                                     | Dimidiochromis compressiceps                                                   | Kaart van het Apenhuis, de roofdierengalerij en de uilenruïne                                |
| 42ar04                      | Malawimeer (zoet, 27,5 °C)                                                             | Gouden Malawicichlide                                                                                        | Labidochromis caeruleus                                                        | Kaart van het Apenhuis, de roofdierengalerij en de uilenruïne                                |
| 42ar04                      | Malawimeer (zoet, 27,5 °C)                                                             | Stofzuigermeerval                                                                                            | Auchenoglanis occidentalis                                                     | Kaart van het Apenhuis, de roofdierengalerij en de uilenruïne                                |
| 42ar04                      | Malawimeer (zoet, 27,5 °C)                                                             | Johannicichlide                                                                                              | Melanochromis johannii                                                         | Kaart van het Apenhuis, de roofdierengalerij en de uilenruïne                                |
| 42ar05                      | Tanganyikameer (zoet, 27,5 °C)                                                         | Burtons muilbroeder                                                                                          | Astatotilapia burtoni                                                          | Kaart van het Apenhuis, de roofdierengalerij en de uilenruïne                                |
| 42ar05                      | Tanganyikameer (zoet, 27,5 °C)                                                         | Gele Tanganyikacuchlide                                                                                      | Neolamprologus leleupi                                                         | Kaart van het Apenhuis, de roofdierengalerij en de uilenruïne                                |
| 42ar05                      | Tanganyikameer (zoet, 27,5 °C)                                                         | Koekoeksmeerval                                                                                              | Synodontis petricola                                                           | Kaart van het Apenhuis, de roofdierengalerij en de uilenruïne                                |
| 42ar05                      | Tanganyikameer (zoet, 27,5 °C)                                                         | Slakkenhuiscichlide                                                                                          | Neolamprologus ocellatus                                                       | Kaart van het Apenhuis, de roofdierengalerij en de uilenruïne                                |
| 42ar05                      | Tanganyikameer (zoet, 27,5 °C)                                                         | Prinses van Burundi                                                                                          | Neolamprologus brichard                                                        | Kaart van het Apenhuis, de roofdierengalerij en de uilenruïne                                |
| 42ar05                      | Tanganyikameer (zoet, 27,5 °C)                                                         | Brabantbontbaars                                                                                             | Tropheus duboisi                                                               | Kaart van het Apenhuis, de roofdierengalerij en de uilenruïne                                |
| 42ar05                      | Tanganyikameer (zoet, 27,5 °C)                                                         | Haringcichlide                                                                                               | Paracyprichromis nigripinnis                                                   | Kaart van het Apenhuis, de roofdierengalerij en de uilenruïne                                |
| 42ar05                      | Tanganyikameer (zoet, 27,5 °C)                                                         | Schaakbordcichlide                                                                                           | Julidochromis marlieri                                                         | Kaart van het Apenhuis, de roofdierengalerij en de uilenruïne                                |
| 42ar07                      | Noord-Amerika (zoet, 4-20 °C)                                                          | Zonnebaars                                                                                                   | Lepomis gibbosus                                                               | Kaart van het Apenhuis, de roofdierengalerij en de uilenruïne                                |
| 42ar07                      | Noord-Amerika (zoet, 4-20 °C)                                                          | Zwartgebande zonnebaars                                                                                      | Enneacanthus chaetodon                                                         | Kaart van het Apenhuis, de roofdierengalerij en de uilenruïne                                |
| 42ar07                      | Noord-Amerika (zoet, 4-20 °C)                                                          | Amerikaanse of rode rivierkreeft                                                                             | Procambarus clarkii                                                            | Kaart van het Apenhuis, de roofdierengalerij en de uilenruïne                                |
| 42ar08                      | China (zoet, 4-20 °C)                                                                  | Koi | Cyprinus carpio                                                                | Kaart van het Apenhuis, de roofdierengalerij en de uilenruïne                                |
| 42ar09                      | Rusland en Siberië (zoet, 4-18 °C)                                                     | Hoogvin zuigkarper                                                                                           | Myxocyprinus asiaticus                                                         | Kaart van het Apenhuis, de roofdierengalerij en de uilenruïne                                |
| 42ar09                      | Rusland en Siberië (zoet, 4-18 °C)                                                     | Sterlet | Acipenser ruthenus                                                             | Kaart van het Apenhuis, de roofdierengalerij en de uilenruïne                                |
| 42ar09                      | Rusland en Siberië (zoet, 4-18 °C)                                                     | Vetje | Leucaspius delineatus                                                          | Kaart van het Apenhuis, de roofdierengalerij en de uilenruïne                                |
| 42ar11                      | Zuidoost-Azië (zoet, 20-28 °C) (temp voor 13; idem voor 11 en 12?)                     | Diamantgoerami                                                                                               | Trichogaster leeri                                                             | Kaart van het Apenhuis, de roofdierengalerij en de uilenruïne                                |
| 42ar11                      | Zuidoost-Azië (zoet, 20-28 °C) (temp voor 13; idem voor 11 en 12?)                     | Roodstaartlabeo of vuurstaartlabeo                                                                           | Labeo bicolor of Epalzeorhynchus bicolor                                       | Kaart van het Apenhuis, de roofdierengalerij en de uilenruïne                                |
| 42ar11                      | Zuidoost-Azië (zoet, 20-28 °C) (temp voor 13; idem voor 11 en 12?)                     | Blauwe Spat                                                                                                  | Trichogaster trichopterus                                                      | Kaart van het Apenhuis, de roofdierengalerij en de uilenruïne                                |
| 42ar11                      | Zuidoost-Azië (zoet, 20-28 °C) (temp voor 13; idem voor 11 en 12?)                     | Onderorde Labyrintvisachtigen                                                                                | Anabantoidei                                                                   | Kaart van het Apenhuis, de roofdierengalerij en de uilenruïne                                |
| 42ar12                      | Zuidoost-Azië (zoet, 20-28 °C) (temp voor 13; idem voor 11 en 12?)                     | Zoetwater pijlstaartrog of pauwoogzoetwaterrog                                                               | Potamotrygon motoro                                                            | Kaart van het Apenhuis, de roofdierengalerij en de uilenruïne                                |
| 42ar12                      | Zuidoost-Azië (zoet, 20-28 °C) (temp voor 13; idem voor 11 en 12?)                     | Citroencichlide                                                                                              | Cichlasoma citrinellum                                                         | Kaart van het Apenhuis, de roofdierengalerij en de uilenruïne                                |
| 42ar13                      | Zuidoost-Azië (zoet, 20-28 °C) (temp voor 13; idem voor 11 en 12?)                     | Roodvinkarper                                                                                                | Barbus schwanefeldi                                                            | Kaart van het Apenhuis, de roofdierengalerij en de uilenruïne                                |
| 42ar13                      | Zuidoost-Azië (zoet, 20-28 °C) (temp voor 13; idem voor 11 en 12?)                     | Clownmodderkruiper of clownbotia                                                                             | Chromobotia macracanthus                                                       | Kaart van het Apenhuis, de roofdierengalerij en de uilenruïne                                |
| 42ar13                      | Zuidoost-Azië (zoet, 20-28 °C) (temp voor 13; idem voor 11 en 12?)                     | Siamese algeneter                                                                                            | Gyrinocheilus aymonieri                                                        | Kaart van het Apenhuis, de roofdierengalerij en de uilenruïne                                |
| 42ar13                      | Zuidoost-Azië (zoet, 20-28 °C) (temp voor 13; idem voor 11 en 12?)                     | Blauwe modderkruiper                                                                                         | Bota modesta                                                                   | Kaart van het Apenhuis, de roofdierengalerij en de uilenruïne                                |
| 42ar13                      | Zuidoost-Azië (zoet, 20-28 °C) (temp voor 13; idem voor 11 en 12?)                     | Reuzen Goerami                                                                                               | Osphronemus goramy                                                             | Kaart van het Apenhuis, de roofdierengalerij en de uilenruïne                                |
| 42ar14                      | Regenboogvissen Nieuw-Guinea (zoet tot brak, 20-28 °C) (7706)                          | Blauwe regenboogzalm                                                                                         | Melanotaenia lacustris                                                         | Kaart van het Apenhuis, de roofdierengalerij en de uilenruïne                                |
| 42ar14                      | Regenboogvissen Nieuw-Guinea (zoet tot brak, 20-28 °C) (7706)                          | Boesemans Regenboogvis                                                                                       | Melanotaenia boesemani                                                         | Kaart van het Apenhuis, de roofdierengalerij en de uilenruïne                                |
| 42ar14                      | Regenboogvissen Nieuw-Guinea (zoet tot brak, 20-28 °C) (7706)                          | Rode regenboogvis                                                                                            | Glossolepis incisus                                                            | Kaart van het Apenhuis, de roofdierengalerij en de uilenruïne                                |
| 42ar14                      | Regenboogvissen Nieuw-Guinea (zoet tot brak, 20-28 °C) (7706)                          | Siamese algeneter                                                                                            | Gyrinocheilus aymonieri                                                        | Kaart van het Apenhuis, de roofdierengalerij en de uilenruïne                                |
| 42ar15                      |                                                                                        | Pauwoog kogelvis                                                                                             |                                                                                | Kaart van het Apenhuis, de roofdierengalerij en de uilenruïne                                |
| 42bl                        | Amsterdamse gracht                                                                     | Baars | Perca fluviatilis                                                              | Aquarium in het zuiden van Artis                                                             |
| 42bl                        | Amsterdamse gracht                                                                     | Kolblei | Leuciscus idus                                                                 | Aquarium in het zuiden van Artis                                                             |
| 42bl                        | Amsterdamse gracht                                                                     | Winde | Leuciscus idus                                                                 | Aquarium in het zuiden van Artis                                                             |
| 42bl                        | Amsterdamse gracht                                                                     | Karper | Cyprinus carpio                                                                | Aquarium in het zuiden van Artis                                                             |
| 42bl                        | Amsterdamse gracht                                                                     | Zeelt | Tinca tinca                                                                    | Aquarium in het zuiden van Artis                                                             |
| 42bl                        | Amsterdamse gracht                                                                     | Rietvoorn | Scardinius erythrophthalmus                                                    | Aquarium in het zuiden van Artis                                                             |
| 42br01                      |                                                                                        | Vuursalamander                                                                                               | Salamandra salamandra                                                          | Aquarium in het zuiden van Artis                                                             |
| 42br01                      | Alpensalamander                                                                        | Salamandra atra (Alpenlandsalamander) of Mesotriton alpestris (Alpenwatersalamander)?                        |                                                                                | Aquarium in het zuiden van Artis                                                             |
| 42br02                      | Pijlgifkikkers                                                                         | Pijlgifkikkers                                                                                               | familie Dendrobatidae                                                          | Aquarium in het zuiden van Artis                                                             |
| 42br03                      |                                                                                        | Koreaanse vuurbuikpad                                                                                        | Bombina oriëntalis                                                             | Aquarium in het zuiden van Artis                                                             |
| 42br03                      | Koreaanse boomkikker                                                                   | |                                                                                | Aquarium in het zuiden van Artis                                                             |
| 42br04                      |                                                                                        | Groene kikkers                                                                                               | geslacht Pelophylax                                                            | Aquarium in het zuiden van Artis                                                             |
| 42br04                      | Brulkikker                                                                             | Rana catesbeiana                                                                                             |                                                                                | Aquarium in het zuiden van Artis                                                             |
| 42br05                      |                                                                                        | Kamsalamander                                                                                                | Triturus cristatus                                                             | Aquarium in het zuiden van Artis                                                             |
| 42br05                      | Groengestreepte pad                                                                    | |                                                                                | Aquarium in het zuiden van Artis                                                             |
| 42br05                      | Groene pad                                                                             | Bufo viridis                                                                                                 |                                                                                | Aquarium in het zuiden van Artis                                                             |
| 42br06                      |                                                                                        | Vuursalamander                                                                                               | Salamandra salamandra                                                          | Aquarium in het zuiden van Artis                                                             |
| 42br06                      | Axolotl                                                                                | Ambystoma mexicanum                                                                                          |                                                                                | Aquarium in het zuiden van Artis                                                             |
| 42br07                      |                                                                                        | Wormsalamander                                                                                               | orde Gymnophiona                                                               | Aquarium in het zuiden van Artis                                                             |
| 42tb                        |                                                                                        | Surinaamse pad                                                                                               | Pipa pipa                                                                      | Aquarium in het zuiden van Artis                                                             |
| 42cl                        | Koraalrif Riftafel (tijdelijk leeg) (8007-26)                                          | Gele pincetvis                                                                                               | Chelmon rostratus                                                              | Aquarium in het zuiden van Artis                                                             |
| 42cl                        | Koraalrif Riftafel (tijdelijk leeg) (8007-26)                                          | Slijmvis |                                                                                | Aquarium in het zuiden van Artis                                                             |
| 42cl                        | Koraalrif Riftafel (tijdelijk leeg) (8007-26)                                          | Koraalpoliep                                                                                                 | klasse Anthozoa                                                                | Aquarium in het zuiden van Artis                                                             |
| 42cl                        | Koraalrif Riftafel (tijdelijk leeg) (8007-26)                                          | Koraalvlinder                                                                                                | familie Chaetodontidae                                                         | Aquarium in het zuiden van Artis                                                             |
| 42cl                        | Koraalrif Riftafel (tijdelijk leeg) (8007-26)                                          | Doornenkroon                                                                                                 | Acanthaster planci                                                             | Aquarium in het zuiden van Artis                                                             |
| 42cl                        | Koraalrif Riftafel (tijdelijk leeg) (8007-26)                                          | Tritonhoorn                                                                                                  |                                                                                | Aquarium in het zuiden van Artis                                                             |
| 42cl                        | Koraalrif Riftafel (tijdelijk leeg) (8007-26)                                          | Anemoonvis                                                                                                   | subfamilie Amphiprioninae                                                      | Aquarium in het zuiden van Artis                                                             |
| 42cl                        | Koraalrif Riftafel (tijdelijk leeg) (8007-26)                                          | Wimpelvis | familie Chaetodontidae                                                         | Aquarium in het zuiden van Artis                                                             |
| 42cl                        | Koraalrif Riftafel (tijdelijk leeg) (8007-26)                                          | Stermurene                                                                                                   |                                                                                | Aquarium in het zuiden van Artis                                                             |
| 42cl                        | Koraalrif Riftafel (tijdelijk leeg) (8007-26)                                          | Doktersvis                                                                                                   | familie Acanthuridae                                                           | Aquarium in het zuiden van Artis                                                             |
| 42cl                        | Koraalrif Riftafel (tijdelijk leeg) (8007-26)                                          | Wolkenvis |                                                                                | Aquarium in het zuiden van Artis                                                             |
| 42cl                        | Koraalrif Riftafel (tijdelijk leeg) (8007-26)                                          | Symbiose-anemoon (geen soort)                                                                                |                                                                                | Aquarium in het zuiden van Artis                                                             |
| 42cr01                      |                                                                                        | Mangrovekwal                                                                                                 | Cassiopea xamachanai                                                           | Aquarium in het zuiden van Artis                                                             |
| 42cr01                      | Zoöxanthellen                                                                          | genus Symbiodinium                                                                                           |                                                                                | Aquarium in het zuiden van Artis                                                             |
| 42cr01                      | Schijfkwal                                                                             | |                                                                                | Aquarium in het zuiden van Artis                                                             |
| 42cr02                      |                                                                                        | Vleugelpaardvis                                                                                              | Eurypegasus draconis                                                           | Aquarium in het zuiden van Artis                                                             |
| 42cr02                      | Harlekijngarnaal                                                                       | Hymenocera picta                                                                                             |                                                                                | Aquarium in het zuiden van Artis                                                             |
| 42cr02                      | Mangrove                                                                               | |                                                                                | Aquarium in het zuiden van Artis                                                             |
| 42cr03                      | 8039-43                                                                                | Symbiose-anemonen                                                                                            |                                                                                | Aquarium in het zuiden van Artis                                                             |
| 42cr03                      | 8039-43                                                                                | Anemoonvis                                                                                                   | subfamilie Amphiprioninae                                                      | Aquarium in het zuiden van Artis                                                             |
| 42cr04                      | Steenkoralen                                                                           | Koraalpoliep                                                                                                 | klasse Anthozoa                                                                | Aquarium in het zuiden van Artis                                                             |
| 42cr04                      | Steenkoralen                                                                           | Planktondiertjes                                                                                             | verzamelnaam aquatische micro-organismen                                       | Aquarium in het zuiden van Artis                                                             |
| 42cr04                      | Steenkoralen                                                                           | Zoöxanthellen                                                                                                | genus Symbiodinium                                                             | Aquarium in het zuiden van Artis                                                             |
| 42cr05                      | Koraalrif                                                                              | Steenkoralen                                                                                                 | orde Scleractinia                                                              | Aquarium in het zuiden van Artis                                                             |
| 42cr05                      | Koraalrif                                                                              | Kalkroodalg                                                                                                  |                                                                                | Aquarium in het zuiden van Artis                                                             |
| 42cr05                      | Koraalrif                                                                              | Kalkkokerworm                                                                                                |                                                                                | Aquarium in het zuiden van Artis                                                             |
| 42cr05                      | Koraalrif                                                                              | Doopvontschelp                                                                                               | Tridacna gigas                                                                 | Aquarium in het zuiden van Artis                                                             |
| 42cr06                      | Bloemdieren                                                                            | Zeeanemoon                                                                                                   | orde Actiniaria                                                                | Aquarium in het zuiden van Artis                                                             |
| 42cr06                      | Bloemdieren                                                                            | Steenkoraal                                                                                                  | orde Scleractinia                                                              | Aquarium in het zuiden van Artis                                                             |
| 42cr06                      | Bloemdieren                                                                            | Zachte of Lederkoraal                                                                                        | orde Alcyonacea                                                                | Aquarium in het zuiden van Artis                                                             |
| 42cr06                      | Bloemdieren                                                                            | Hoornkoraal                                                                                                  | orde Gorgonacea                                                                | Aquarium in het zuiden van Artis                                                             |
| 42cr06                      | Bloemdieren                                                                            | Bloedkoraal                                                                                                  | genus Corallium                                                                | Aquarium in het zuiden van Artis                                                             |
| 42cr07                      | Neteldieren (8064-70)                                                                  | Hydroïdpoliep                                                                                                | klasse Hydrozoa                                                                | Aquarium in het zuiden van Artis                                                             |
| 42cr07                      | Neteldieren (8064-70)                                                                  | Schijfkwal                                                                                                   |                                                                                | Aquarium in het zuiden van Artis                                                             |
| 42cr07                      | Neteldieren (8064-70)                                                                  | Bloemdier | klasse Anthozoa                                                                | Aquarium in het zuiden van Artis                                                             |
| 42cr07                      | Neteldieren (8064-70)                                                                  | Portugees Oorlogsschip                                                                                       | Physalia physalis                                                              | Aquarium in het zuiden van Artis                                                             |
| 42cr07                      | Neteldieren (8064-70)                                                                  | Gewone kwal                                                                                                  | klasse Scyphozoa                                                               | Aquarium in het zuiden van Artis                                                             |
| 42cr07                      | Neteldieren (8064-70)                                                                  | Zee-anemoon                                                                                                  | orde Actiniaria                                                                | Aquarium in het zuiden van Artis                                                             |
| 42cr07                      | Neteldieren (8064-70)                                                                  | Steenkoraal                                                                                                  | orde Scleractinia                                                              | Aquarium in het zuiden van Artis                                                             |
| 42cr07                      | Neteldieren (8064-70)                                                                  | Hoornkoraal                                                                                                  | orde Gorgonacea                                                                | Aquarium in het zuiden van Artis                                                             |
| 42cr07                      | Neteldieren (8064-70)                                                                  | Lederkoraal                                                                                                  | orde Alcyonacea                                                                | Aquarium in het zuiden van Artis                                                             |
| 42cr07                      | Neteldieren (8064-70)                                                                  | Heremietkreeft                                                                                               | superfamilie Paguroidea                                                        | Aquarium in het zuiden van Artis                                                             |
| 42dl                        | Amazone vloedbos                                                                       | Roze Dolfijn, Boto of Orinocodolfijn?                                                                        | Inia geoffrensis                                                               | Aquarium in het zuiden van Artis                                                             |
| 42dl                        | Amazone vloedbos                                                                       | Roodstaartmeerval                                                                                            |                                                                                | Aquarium in het zuiden van Artis                                                             |
| 42dl                        | Amazone vloedbos                                                                       | Pacu | subfamilie Serrasalminae                                                       | Aquarium in het zuiden van Artis                                                             |
| 42dl                        | Amazone vloedbos                                                                       | Arowana | familie Osteoglossidae                                                         | Aquarium in het zuiden van Artis                                                             |
| 42dl                        | Amazone vloedbos                                                                       | Arapaima | Arapaima gigas                                                                 | Aquarium in het zuiden van Artis                                                             |
| 42dr01                      |                                                                                        | Spatzalm | Copella arnoldi                                                                | Aquarium in het zuiden van Artis                                                             |
| 42dr02                      | eieren en larven?                                                                      | |                                                                                | Aquarium in het zuiden van Artis                                                             |
| 42dr03                      | Doorkijkvissen                                                                         | Glasmeerval                                                                                                  |                                                                                | Aquarium in het zuiden van Artis                                                             |
| 42dr03                      | Doorkijkvissen                                                                         | Zoetwatersteurgarnaal                                                                                        |                                                                                | Aquarium in het zuiden van Artis                                                             |
| 42dr03                      | Doorkijkvissen                                                                         | Glasbaars |                                                                                | Aquarium in het zuiden van Artis                                                             |
| 42dr03                      | Doorkijkvissen                                                                         | Indische Glasmeerval                                                                                         |                                                                                | Aquarium in het zuiden van Artis                                                             |
| 42dr04                      | Levendbarenden (8077-82)                                                               | Tandkarper                                                                                                   | orde Cyprinodontiformes                                                        | Aquarium in het zuiden van Artis                                                             |
| 42dr04                      | Levendbarenden (8077-82)                                                               | Dwergtandkarper                                                                                              |                                                                                | Aquarium in het zuiden van Artis                                                             |
| 42dr05                      | Camouflage                                                                             | Farlowella                                                                                                   | genus Farlowella                                                               | Aquarium in het zuiden van Artis                                                             |
| 42dr05                      | Camouflage                                                                             | Zoetwatertong                                                                                                |                                                                                | Aquarium in het zuiden van Artis                                                             |
| 42dr05                      | Camouflage                                                                             | Bladvis |                                                                                | Aquarium in het zuiden van Artis                                                             |
| 42dr06                      | Killivissen                                                                            | Genus Callopanchax                                                                                           |                                                                                | Aquarium in het zuiden van Artis                                                             |
| 42dr07                      | Garnalen en Kreeften                                                                   | Rivierkreeft                                                                                                 | Superfamilie Parastacoidea                                                     | Aquarium in het zuiden van Artis                                                             |
| 42dr07                      | Garnalen en Kreeften                                                                   | Crystal Red Garnaal of Bijengarnaal                                                                          | Caridina cantonensis of Neocaridina serrata?                                   | Aquarium in het zuiden van Artis                                                             |
| 42dr07                      | Garnalen en Kreeften                                                                   | Grote Blauwe Afrikaanse Waaierhandgarnaal                                                                    | Atya gabonensis                                                                | Aquarium in het zuiden van Artis                                                             |
| 42dr07                      | Garnalen en Kreeften                                                                   | Bruinwitte Hommelgarnaal                                                                                     | Caridina breviata                                                              | Aquarium in het zuiden van Artis                                                             |
| 42dr07                      | Garnalen en Kreeften                                                                   | Roodneusgarnaal                                                                                              | (Neo)caridina gracilirostris                                                   | Aquarium in het zuiden van Artis                                                             |
| 42dr07                      | Garnalen en Kreeften                                                                   | Oranje dwergkreeft                                                                                           | Cambarellus patzcuarensis                                                      | Aquarium in het zuiden van Artis                                                             |
| 42dr07                      | Garnalen en Kreeften                                                                   | Aziatische waaierhandgarnaal                                                                                 | Atyopsis moluccensis                                                           | Aquarium in het zuiden van Artis                                                             |
| 42el                        | Koraalrif                                                                              | Wimpelvis | geslacht Heniochus?                                                            | Aquarium in het zuiden van Artis                                                             |
| 42el                        | Koraalrif                                                                              | Oogvlekkoraalvlinder                                                                                         |                                                                                | Aquarium in het zuiden van Artis                                                             |
| 42el                        | Koraalrif                                                                              | Kashmir snapper                                                                                              |                                                                                | Aquarium in het zuiden van Artis                                                             |
| 42el                        | Koraalrif                                                                              | Rode Zee doktervis                                                                                           |                                                                                | Aquarium in het zuiden van Artis                                                             |
| 42el                        | Koraalrif                                                                              | Gestreepte doktersvis                                                                                        |                                                                                | Aquarium in het zuiden van Artis                                                             |
| 42el                        | Koraalrif                                                                              | Soldatenvis                                                                                                  | familie Holocentridae                                                          | Aquarium in het zuiden van Artis                                                             |
| 42el                        | Koraalrif                                                                              | Eekhoornvis                                                                                                  |                                                                                | Aquarium in het zuiden van Artis                                                             |
| 42el                        | Koraalrif                                                                              | Pincetvis | Chelmon rostratus                                                              | Aquarium in het zuiden van Artis                                                             |
| 42el                        | Koraalrif                                                                              | Keizersvis                                                                                                   | Pomacanthus imperator                                                          | Aquarium in het zuiden van Artis                                                             |
| 42el                        | Koraalrif                                                                              | Poetslipvis                                                                                                  | Labroides dimidiatus                                                           | Aquarium in het zuiden van Artis                                                             |
| 42el                        | Koraalrif                                                                              | Franse keizersvis                                                                                            | Pomacanthus paru                                                               | Aquarium in het zuiden van Artis                                                             |
| 42el                        | Koraalrif                                                                              | Trekkervis                                                                                                   | familie Balistidae                                                             | Aquarium in het zuiden van Artis                                                             |
| 42el                        | Koraalrif                                                                              | Pijlstaartrog                                                                                                | familie Dasyatidae                                                             | Aquarium in het zuiden van Artis                                                             |
| 42el                        | Koraalrif                                                                              | Zwartpuntrifhaai                                                                                             | Carcharhinus melanopterus                                                      | Aquarium in het zuiden van Artis                                                             |
| 42el                        | Koraalrif                                                                              | Verpleegsterhaai                                                                                             | Ginglymostoma cirratum                                                         | Aquarium in het zuiden van Artis                                                             |
| 42er01                      |                                                                                        | Zeepaardje                                                                                                   | genus Hippocampus                                                              | Aquarium in het zuiden van Artis                                                             |
| 42er01                      | Gele koffervis (baby, dec 2007)                                                        | familie Ostraciidae                                                                                          |                                                                                | Aquarium in het zuiden van Artis                                                             |
| 42er01                      | Zeenaald                                                                               | subfamilie Syngnathinae                                                                                      |                                                                                | Aquarium in het zuiden van Artis                                                             |
| 42er02                      |                                                                                        | Mandarijnvis of blauwe mandarijn pitvis                                                                      | Synchiropus splendidus                                                         | Aquarium in het zuiden van Artis                                                             |
| 42er02                      | Gele Koraalgrondel                                                                     | |                                                                                | Aquarium in het zuiden van Artis                                                             |
| 42er03                      |                                                                                        | Poetslipvis                                                                                                  | Labroides dimidiatus                                                           | Aquarium in het zuiden van Artis                                                             |
| 42er03                      | Valse poetsvis                                                                         | Aspidontus taeniatus                                                                                         |                                                                                | Aquarium in het zuiden van Artis                                                             |
| 42er03                      | Poetsgarnaal                                                                           | Lysmata amboinensis                                                                                          |                                                                                | Aquarium in het zuiden van Artis                                                             |
| 42er03                      | Kappersgarnaal                                                                         | |                                                                                | Aquarium in het zuiden van Artis                                                             |
| 42er04                      |                                                                                        | Kleine zusterhaai                                                                                            | Pseudoginglymostoma brevicaudatum                                              | Aquarium in het zuiden van Artis                                                             |
| 42er05                      |                                                                                        | Kaakvis |                                                                                | Aquarium in het zuiden van Artis                                                             |
| 42er05                      | Kardinaalbaars                                                                         | |                                                                                | Aquarium in het zuiden van Artis                                                             |
| 42er06                      |                                                                                        | Anemoonvis                                                                                                   | subfamilie Amphiprioninae                                                      | Aquarium in het zuiden van Artis                                                             |
| 42er07                      | Kunstogen                                                                              | Koraalvlinder                                                                                                | familie Chaetodontidae                                                         | Aquarium in het zuiden van Artis                                                             |
| 42er07                      | Kunstogen                                                                              | Rifwachter                                                                                                   | familie Plesiopidae                                                            | Aquarium in het zuiden van Artis                                                             |
| 42te                        | UvA Expositieruimte                                                                    | Linnaeus-expositie                                                                                           |                                                                                | Aquarium in het zuiden van Artis                                                             |
| 42f                         | Heimans Diorama                                                                        | |                                                                                | Aquarium in het zuiden van Artis                                                             |
| 44a01                       | Vogelkooien Ibissenvolière                                                             | Westelijke kroonkraanvogel of Grijze kroonkraan                                                              | Balearica regulorum                                                            | Vogelkooien in Artis                                                                         |
| 44a02                       | Vogelkooien Ibissenvolière                                                             | Dubbelhoornige neushoornvogel of Dubbele neushoornvogel                                                      | Buceros bicornis                                                               | Vogelkooien in Artis                                                                         |
| 44a03                       | Vogelkooien Ibissenvolière                                                             | Heilige ibis                                                                                                 | Threskiornis aethiopicus                                                       | Vogelkooien in Artis                                                                         |
|                             | Vogelkooien Ibissenvolière                                                             | Zwarte ibis                                                                                                  | Plegadis falcinellus                                                           | Vogelkooien in Artis                                                                         |
| 44a04                       | Vogelkooien Ibissenvolière                                                             | Heremietibis of waldrapp                                                                                     | Geronticus eremita                                                             | Vogelkooien in Artis                                                                         |
| 44a05                       | Vogelkooien Ibissenvolière                                                             | Sclaters Hokko of Maskerhokko                                                                                | Crax fasciolata                                                                | Vogelkooien in Artis                                                                         |
| 44a06                       | Vogelkooien Ibissenvolière                                                             | Rode ibis | Eudocimus ruber                                                                | Vogelkooien in Artis                                                                         |
| 44a07                       | Vogelkooien Ibissenvolière                                                             | Sclaters Hokko of Maskerhokko                                                                                | Crax fasciolata                                                                | Vogelkooien in Artis                                                                         |
| 44b01                       | Vogelkooien Fazanterie                                                                 | Soldatenara                                                                                                  | Ara militaris                                                                  | Vogelkooien in Artis                                                                         |
|                             | Vogelkooien Fazanterie                                                                 | Blauwgele ara                                                                                                | Ara ararauna                                                                   | Vogelkooien in Artis                                                                         |
| 44b05                       | Vogelkooien Fazanterie                                                                 | ?Ara? |                                                                                | Vogelkooien in Artis                                                                         |
|                             | Vogelkooien Fazanterie                                                                 | Goudfazant                                                                                                   | Chrysolophus pictus                                                            | Vogelkooien in Artis                                                                         |
| 44b11                       | Vogelkooien Fazanterie                                                                 | Edwards fazant                                                                                               | Lophura edwardsi                                                               | Vogelkooien in Artis                                                                         |
| 44b13                       | Vogelkooien Fazanterie                                                                 | Congopauw | Afropavo congensis                                                             | Vogelkooien in Artis                                                                         |
| 44b15                       | Vogelkooien Fazanterie                                                                 | Kuifseriema                                                                                                  | Cariama cristata                                                               | Vogelkooien in Artis                                                                         |
| 44b21                       | Vogelkooien Fazanterie                                                                 | Pauwkalkoen                                                                                                  | Meleagris ocellata                                                             | Vogelkooien in Artis                                                                         |
| 44b24                       | Vogelkooien Fazanterie                                                                 | Diadeemlori                                                                                                  | Eos histrio                                                                    | Vogelkooien in Artis                                                                         |
| 44c01                       | Vogelkooien Fazanterie                                                                 | Rood saterhoen                                                                                               | Tragopan satyra                                                                | Vogelkooien in Artis                                                                         |
| 44c03                       | Vogelkooien Fazanterie                                                                 | Glansfazant                                                                                                  | genus Lophophorus                                                              | Vogelkooien in Artis                                                                         |
| 44c05                       | Vogelkooien Fazanterie                                                                 | |                                                                                | Vogelkooien in Artis                                                                         |
| 44c06                       | Vogelkooien Fazanterie                                                                 | Argusfazant                                                                                                  | Argusianus argu                                                                | Vogelkooien in Artis                                                                         |
| 44c11                       | Vogelkooien Fazanterie                                                                 | Rood saterhoen                                                                                               | Tragopan satyra                                                                | Vogelkooien in Artis                                                                         |
| 44c13                       | Vogelkooien Fazanterie                                                                 | Kea | Nestor notabilis                                                               | Vogelkooien in Artis                                                                         |
| 44c15                       | Vogelkooien Fazanterie                                                                 | Zuidelijke hoornraaf                                                                                         | Bucorvus leadbeateri of Bucorvus cafer                                         | Vogelkooien in Artis                                                                         |
| 44c21                       | Vogelkooien Fazanterie                                                                 | Kwartel | Coturnix coturnix                                                              | Vogelkooien in Artis                                                                         |
| 44c21                       | Vogelkooien Fazanterie                                                                 | Valkparkiet                                                                                                  | Nymphicus hollandicus                                                          | Vogelkooien in Artis                                                                         |
| 44c23                       | Vogelkooien Fazanterie                                                                 | (Edwards fazant?)                                                                                            | (Lophura edwardsi?)                                                            | Vogelkooien in Artis                                                                         |
| 47                          | Roofvogeldemonstratieveld                                                              | |                                                                                |                                                                                              |
| 48+49                       | 2 ondergronds verbonden delen (1999)                                                   | Poolwolf | Canis lupus arctos                                                             |                                                                                              |
| 51                          | Voorheen Eik en Linde                                                                  | Afrikaanse wilde hond                                                                                        | Lycaon pictus                                                                  |                                                                                              |
| 51b                         | Voorheen Eik en Linde                                                                  | Gewone wasbeer                                                                                               | Procyon lotor                                                                  |                                                                                              |
| 52                          | Minangkabauhuis (1916)                                                                 | Laaglandanoa                                                                                                 | Bubalus depressicornis                                                         |                                                                                              |
| 53                          |                                                                                        | Zuid-Afrikaanse spiesbok of gemsbok                                                                          | Oryx gazella                                                                   |                                                                                              |
| 54                          | Gieren                                                                                 | |                                                                                |                                                                                              |
| 54                          | Gieren                                                                                 | Vale gier | Gyps fulvus                                                                    |                                                                                              |
| 54                          | Gieren                                                                                 | Aasgier | Neophron percnopterus                                                          |                                                                                              |
| 54                          | Gieren                                                                                 | Monniksgier                                                                                                  | Aegypius monachus                                                              |                                                                                              |
| 55a                         | Jungle by night (1995) (gebouw 'de Volharding', een voormalig pakhuis uit de 19e eeuw) | Citroen cichlide                                                                                             | (Amphilophus citrinellus?)                                                     |                                                                                              |
| 55a                         | Jungle by night (1995) (gebouw 'de Volharding', een voormalig pakhuis uit de 19e eeuw) | Blinde Grottenvis                                                                                            | Astyanax jordani                                                               |                                                                                              |
| 55a                         | Jungle by night (1995) (gebouw 'de Volharding', een voormalig pakhuis uit de 19e eeuw) | Drieklauwschildpad                                                                                           | geslacht Trionyx                                                               |                                                                                              |
| 55b                         | Jungle by night (1995) (gebouw 'de Volharding', een voormalig pakhuis uit de 19e eeuw) | Brilbladneusvleermuis                                                                                        | Carollia perspicillata                                                         |                                                                                              |
| 55c                         | Jungle by night (1995) (gebouw 'de Volharding', een voormalig pakhuis uit de 19e eeuw) | Bruinbehaard gordeldier                                                                                      | Chaetophractus villosus                                                        |                                                                                              |
| 55c                         | Jungle by night (1995) (gebouw 'de Volharding', een voormalig pakhuis uit de 19e eeuw) | Uilaap, Doeroecoelie of nachtaapje                                                                           | Aotus lemurinus griseimembra                                                   |                                                                                              |
| 55d                         | Jungle by night (1995) (gebouw 'de Volharding', een voormalig pakhuis uit de 19e eeuw) | Donkere paddenkopschildpad                                                                                   | Phrynops geoffroanus                                                           |                                                                                              |
| 55e                         | Jungle by night (1995) (gebouw 'de Volharding', een voormalig pakhuis uit de 19e eeuw) | Zwarte grondtak                                                                                              | Eurycantha calcarata                                                           |                                                                                              |
| 55f                         | Jungle by night (1995) (gebouw 'de Volharding', een voormalig pakhuis uit de 19e eeuw) | Afrikaanse dwergmuis                                                                                         | Mus minutoides                                                                 |                                                                                              |
| 55g                         | Jungle by night (1995) (gebouw 'de Volharding', een voormalig pakhuis uit de 19e eeuw) | Suikereekhoorn                                                                                               | Petaurus breviceps ariel                                                       |                                                                                              |
| 55g                         | Jungle by night (1995) (gebouw 'de Volharding', een voormalig pakhuis uit de 19e eeuw) | Grondkoeskoes                                                                                                | Phalanger gymnotis                                                             |                                                                                              |
| 55g                         | Jungle by night (1995) (gebouw 'de Volharding', een voormalig pakhuis uit de 19e eeuw) | Potto | Perodicticus potto                                                             |                                                                                              |
| 55g                         | Jungle by night (1995) (gebouw 'de Volharding', een voormalig pakhuis uit de 19e eeuw) | Negenbandgordeldier                                                                                          | Dasypus novemcinctus                                                           |                                                                                              |
| 55h                         | Jungle by night (1995) (gebouw 'de Volharding', een voormalig pakhuis uit de 19e eeuw) | Mexicaanse roodknievogelspin                                                                                 | Brachypelma smithi                                                             |                                                                                              |
| 55i                         | Jungle by night (1995) (gebouw 'de Volharding', een voormalig pakhuis uit de 19e eeuw) | Doodshoofdkakkerlak                                                                                          | Blaberus craniifer                                                             |                                                                                              |
| 56                          | (speeltuin)                                                                            | |                                                                                |                                                                                              |
| 57                          |                                                                                        | Aziatische olifant                                                                                           | Elephas maximus                                                                |                                                                                              |
| 58                          |                                                                                        | Netgiraffe                                                                                                   | Giraffa camelopardalis reticulata                                              |                                                                                              |
| 58                          | Springbok                                                                              | Antidorcas marsupialis                                                                                       |                                                                                |                                                                                              |
| 59                          |                                                                                        | Wisent | Bison bonasus                                                                  |                                                                                              |
| 61                          |                                                                                        | Jan-van-gent                                                                                                 | Morus bassanus                                                                 |                                                                                              |
| 61                          | Zwartvoetpinguïn                                                                       | Spheniscus demersus                                                                                          |                                                                                |                                                                                              |
| 62                          |                                                                                        | Zwarthalszwaan                                                                                               | Cygnus melanocoryphus                                                          |                                                                                              |
| 64                          | (japanse rotstuin)                                                                     | |                                                                                |                                                                                              |
| 65                          |                                                                                        | Guanaco | Lama guanicoe                                                                  |                                                                                              |
| 66                          |                                                                                        | Nijlgau | Boselaphus tragocamelus                                                        |                                                                                              |
| 66                          | Axishert                                                                               | Axis axis |                                                                                |                                                                                              |
| 67+68                       | 2 via brug verbonden delen                                                             | Chimpansee                                                                                                   | Pan troglodytes                                                                |                                                                                              |
| 70                          | Gorillahuis binnenverblijf                                                             | Westelijke laaglandgorilla                                                                                   | Gorilla gorilla gorilla                                                        |                                                                                              |
| 70                          | Gorillahuis binnenverblijf                                                             | Witkeelmeerkat                                                                                               | Cercopithecus albogularis                                                      |                                                                                              |
| 70                          | Gorillahuis binnenverblijf                                                             | Nijlpaard | Hippopotamus amphibius                                                         |                                                                                              |
| 70                          | Gorillahuis binnenverblijf                                                             | Agapad | Chanus marinus                                                                 |                                                                                              |
| 71                          | Gorillahuis buitenverblijf (niet direct via binnenverblijf te bereiken)                | Westelijke laaglandgorilla                                                                                   | Gorilla gorilla gorilla                                                        |                                                                                              |
| 71                          | Gorillahuis buitenverblijf (niet direct via binnenverblijf te bereiken)                | Witkeelmeerkat                                                                                               | Cercopithecus albogularis                                                      |                                                                                              |
| 72                          |                                                                                        | Maleise Tapir of Indische tapir                                                                              | Tapirus indicus                                                                |                                                                                              |
| 73                          |                                                                                        | Sitatoenga                                                                                                   | Tragelaphus spekii                                                             |                                                                                              |
| 74                          | Nog niet! (wanneer wel?) Voorheen IJsbeer                                              | Brilbeer | Tremarctos ornatus                                                             |                                                                                              |
| 74                          |                                                                                        | Rode neusbeer                                                                                                | Nasua nasua                                                                    |                                                                                              |
| 75                          |                                                                                        | Beverrat (tijdelijk - zie 14b)                                                                               |                                                                                |                                                                                              |
| 76                          | Met verdieping; boven en onder water                                                   | Californische zeeleeuw                                                                                       | Zalophus californianus                                                         |                                                                                              |
| 77a                         | Expeditie Prikkebeen                                                                   | |                                                                                |                                                                                              |
| 77b01                       | Bedreigde soorten                                                                      | Fregateilandkever                                                                                            | Polposipus herculeanus                                                         |                                                                                              |
| 77b02                       | Bedreigde soorten                                                                      | Seychellenmiljoenpoot                                                                                        | Seychelleptus seychellarum                                                     |                                                                                              |
| 77b03                       | Bedreigde soorten                                                                      | Rode varentak                                                                                                |                                                                                |                                                                                              |
| 77b04                       | Bedreigde soorten                                                                      | Grottenkrekel                                                                                                | Phaeophilacris bredoides                                                       |                                                                                              |
| 77b05                       | Bedreigde soorten                                                                      | Veenmol | Gryllotalpa gryllotalpa                                                        |                                                                                              |
| 77c01                       | Succesvol overleven                                                                    | Reuzen wandelende tak                                                                                        | Phobactitus serratipes                                                         |                                                                                              |
| 77c02                       | Succesvol overleven                                                                    | Roze gevleugelde tak                                                                                         | Sipyloidea sipylus                                                             |                                                                                              |
| 77c03                       | Succesvol overleven                                                                    | Heremietkreeft                                                                                               | superfamilie Paguroidea (Coenobita sp.)                                        |                                                                                              |
| 77c04                       | Succesvol overleven                                                                    | Mexicaanse roodknievogelspin                                                                                 | Brachypelma smithi                                                             |                                                                                              |
| 77c05                       | Succesvol overleven                                                                    | Grote duizendpoot                                                                                            | Scolopendra spec. (Scolopendra gigantea?)                                      |                                                                                              |
| 77c06                       | Succesvol overleven                                                                    | Miljoenpoot                                                                                                  | klasse Diplopoda (Julus sp.)                                                   |                                                                                              |
| 77c07                       | Succesvol overleven                                                                    | Appelslak | Pomacea maculata                                                               |                                                                                              |
| 77d01                       | Eten en gegeten worden                                                                 | Gevlekte roofwants                                                                                           | Platymeris biguttata                                                           |                                                                                              |
| 77d02                       | Eten en gegeten worden                                                                 | Doodshoofdkakkerlak                                                                                          | Blaberus gigantea                                                              |                                                                                              |
| 77d03                       | Eten en gegeten worden                                                                 | Tanzaniaanse bloembidsprinkhaan                                                                              | Pseudocreobotra spec.                                                          |                                                                                              |
| 77d04                       | Eten en gegeten worden                                                                 | Brede flappentak                                                                                             | Extatosoma tiaratum                                                            |                                                                                              |
| 77e01                       | Hollandse sloot                                                                        | Kale rode bosmier                                                                                            | Formica polyctena                                                              |                                                                                              |
| 77e02                       | Hollandse sloot                                                                        | Spinnende waterkever of Grote spinnende watertor                                                             | Hydrous piceus                                                                 |                                                                                              |
| 77e03                       | Hollandse sloot                                                                        | Staafwants                                                                                                   | Ranatra linearis                                                               |                                                                                              |
| 77e04                       | Hollandse sloot                                                                        | Geelgerande waterroofkever                                                                                   | Dysticus marginalis                                                            |                                                                                              |
| 77e05                       | Hollandse sloot                                                                        | Waterschorpioen                                                                                              | Nepa cinerea                                                                   |                                                                                              |
| 77e06                       | Hollandse sloot                                                                        | Gewone aardhommel                                                                                            | Bombus terrestris                                                              |                                                                                              |
| 77e07                       | Hollandse sloot                                                                        | Gouden tor                                                                                                   | Cetonia aurata                                                                 |                                                                                              |
| 77e08                       | Hollandse sloot                                                                        | Gevlekte mierenleeuw                                                                                         | Euroleon nostras                                                               |                                                                                              |
| 77e09                       | Hollandse sloot                                                                        | Honingbij |                                                                                |                                                                                              |
| 77f                         | Skeletten                                                                              | |                                                                                |                                                                                              |
| 77g01                       |                                                                                        | Egyptische dodentor                                                                                          | Blaps cf. polychresta                                                          |                                                                                              |
| 77g02                       | Mestkevers                                                                             | familie Geotrupidae, Scarabaeidae                                                                            |                                                                                |                                                                                              |
| 77h01                       |                                                                                        | Termiet | Macrotermes bellicosus                                                         |                                                                                              |
| 77i01                       | Verdedigen                                                                             | Sissende kakkerlak                                                                                           | Gromphadorhina portentosa                                                      |                                                                                              |
| 77i02                       | Verdedigen                                                                             | Groene bladtak                                                                                               | Heteropteryx dilatata                                                          |                                                                                              |
| 77i03                       | Verdedigen                                                                             | Zuid-Amerikaanse reuzensprinkhaan                                                                            | Tropidacris collaris                                                           |                                                                                              |
| 77i04                       | Verdedigen                                                                             | Wandelend blad                                                                                               |                                                                                |                                                                                              |
| 77k01                       | Voortplanting                                                                          | Veldkrekel                                                                                                   | Gryllus campestris                                                             |                                                                                              |
| 77k02                       | Voortplanting                                                                          | Keizerschorpioen                                                                                             | Pandinus imperator                                                             |                                                                                              |
| 77k03                       | Voortplanting                                                                          | Zweepspin | Damon variegates                                                               |                                                                                              |
| 77k04                       | Voortplanting                                                                          | Gewone of Indische wandelende tak                                                                            | Carausius morosus                                                              |                                                                                              |
| 77m01                       | Mens en insect                                                                         | Treksprinkhaan                                                                                               | Locusta migratoria                                                             |                                                                                              |
| 77m02                       | Mens en insect                                                                         | Amerikaans kakkerlak                                                                                         | Periplaneta americana                                                          |                                                                                              |
| 77m03                       | Mens en insect                                                                         | Zijdespin |                                                                                |                                                                                              |
| 77m04                       | Mens en insect                                                                         | Afrikaanse harlekijnsprinkhaan                                                                               | Zonocerus variegatus                                                           |                                                                                              |
| 77m05                       | Mens en insect                                                                         | Amerikaans reuzenbladsprinkhaan                                                                              | Stilpnochlora couloniana                                                       |                                                                                              |
| 77m06                       | Mens en insect                                                                         | Afrikaanse rozenkever                                                                                        | Pachnoda cphippuata                                                            |                                                                                              |
| 77m07                       | Mens en insect                                                                         | Grote agaatslak                                                                                              | Achatina fulica                                                                |                                                                                              |
| 77m08                       | Mens en insect                                                                         | Indische reuzenbidsprinkhaan                                                                                 | Hierodula menbranacea                                                          |                                                                                              |
| 77m09                       | Mens en insect                                                                         | Juweelwesp                                                                                                   | Ampulex compressa                                                              |                                                                                              |
| ??                          | Insectarium                                                                            | Geen Nederlandstalige naam                                                                                   | Peruphasma schultei                                                            |                                                                                              |
| 78                          | Metzelaarkas (Borneo-flora)                                                            | |                                                                                |                                                                                              |
| 79                          | Vlinderpaviljoen (2006)                                                                | Atlasvlinder                                                                                                 | Attacus atlas                                                                  |                                                                                              |
| 79                          | Vlinderpaviljoen (2006)                                                                | Thoaspage | Papilio thoas                                                                  |                                                                                              |
| 79                          | Vlinderpaviljoen (2006)                                                                | Uilvlinders                                                                                                  | genus Caligo                                                                   |                                                                                              |
| 79                          | Vlinderpaviljoen (2006)                                                                | Glasvleugelvlinder                                                                                           | Greta oto                                                                      |                                                                                              |
| 79                          | Vlinderpaviljoen (2006)                                                                | Morpho Vlinders                                                                                              | subfamilie Morphinae                                                           |                                                                                              |
| 79                          | Vlinderpaviljoen (2006)                                                                | Papiervlinder                                                                                                | Idea leuconoe                                                                  |                                                                                              |
| 79                          | Vlinderpaviljoen (2006)                                                                | geslacht Heliconius                                                                                          | genus Heliconius                                                               |                                                                                              |
| 79                          | Vlinderpaviljoen (2006)                                                                | Komeetstaartvlinder                                                                                          | Argema mittrei                                                                 |                                                                                              |
| 79                          | Vlinderpaviljoen (2006)                                                                | Roodbandvlinder                                                                                              | Biblis hyperia                                                                 |                                                                                              |
| 79                          | Vlinderpaviljoen (2006)                                                                | Bamboepage                                                                                                   | Philaethria dido                                                               |                                                                                              |
| 79                          | Vlinderpaviljoen (2006)                                                                | Hamdryasvlinder                                                                                              | Hamadryas feronia                                                              |                                                                                              |
| 79                          | Vlinderpaviljoen (2006)                                                                | Malachietvlinder                                                                                             | Siproeta stelenes                                                              |                                                                                              |
| 79                          | Vlinderpaviljoen (2006)                                                                | Griekse Schoenmaker                                                                                          | Catonephele Numilia                                                            |                                                                                              |
| 79                          | Vlinderpaviljoen (2006)                                                                | Chinese Pauwenpage                                                                                           | Papilio bianor                                                                 |                                                                                              |
| 79                          | Vlinderpaviljoen (2006)                                                                | Acrasvlinder                                                                                                 | Parides acras                                                                  |                                                                                              |
| 79                          | Vlinderpaviljoen (2006)                                                                | Monarchvlinder                                                                                               | Danaus plexippus                                                               |                                                                                              |
| 79                          | Vlinderpaviljoen (2006)                                                                | Sennewitje                                                                                                   | Anteos clorinde                                                                |                                                                                              |
| 82                          | (Facilitair Centrum)                                                                   | |                                                                                |                                                                                              |
| 84                          | Afrika Savanne (1999)                                                                  | Algazel | Oryx dammah                                                                    |                                                                                              |
| 84                          | Afrika Savanne (1999)                                                                  | Springbok | Antidorcas marsupialis                                                         |                                                                                              |
| 86                          | Afrika Savanne (1999)                                                                  | Stokstaartje                                                                                                 | Suricata suricatta                                                             |                                                                                              |
| 86                          | Afrika Savanne (1999)                                                                  | Roze pelikaan                                                                                                | Pelecanus onocrotalus                                                          |                                                                                              |
| 86                          | Afrika Savanne (1999)                                                                  | Helmparelhoen                                                                                                | Numida meleagris                                                               |                                                                                              |
| 86                          | Afrika Savanne (1999)                                                                  | Witstaartgnoe                                                                                                | Connochaetes gnou                                                              |                                                                                              |
| 86                          | Afrika Savanne (1999)                                                                  | Grévyzebra                                                                                                   | Equus grevyi                                                                   |                                                                                              |
| 88                          | Afrika Savanne (1999)                                                                  | Klipspringer (staat los?) (is er nog niet?)                                                                  | Oreotragus oreotragus                                                          |                                                                                              |
| 90                          | Parkeerplaats (wordt uitbreiding roofdierenverblijven)                                 | |                                                                                |                                                                                              |